# Huaraz
La « Très Noble et Généreuse Ville de Huaraz » et « Capitale de l'Amitié Internationale » se situe dans la partie centrale de la Cordillère des Andes péruvienne (à 400 km au nord de Lima par la route), au centre du département de Ancash, sur la rive droite de la rivière Santa à 3 052 m d'altitude dans la vallée Callejón de Huaylas (en français : « Impasse de Huaylas »).
Le département de Ancash est un département avec un riche passé historique comportant des sites archéologiques pré-incas. Selon l'hypothèse de l'archéologue et anthropologue péruvien Julio C. Tello, cette culture péruvienne est autochtone et originaire de Chavin de Huántar. Les premières peuplades de Chavín vinrent du piémont amazonien vers la cordillère voisine, à l'Est de la cordillère Blanche, où ils ont prospéré jusqu'à aboutir en 1200 à la culture Chavín.
En mai 1970, un séisme détruit la ville de Huaraz ; les dégâts furent énormes tant en vies (plus de 70 000 morts dans toute la vallée) qu'en dégâts matériels. C'est alors que débuta la reconstruction de la ville incluant une réforme urbanistique donnant lieu au nouveau Huaraz. Ville cosmopolite avec une architecture, un tracé et des constructions qui n'ont pas les caractéristiques des villes andines mais avec un fort potentiel touristique.
L'agglomération s'étend sur 8 km2 et compte près de 140 000 habitants, ce qui en fait la deuxième plus grande ville des Andes péruviennes centrales après Huancayo. C'est la 22e plus grande ville du Pérou. Huaraz, où se trouve la cathédrale San Sebastián, est le siège épiscopal de la province.

## Histoire
Le département de Ancash est un département avec un riche passé historique. Selon l'hypothèse de Julio C. Tello, la culture péruvienne est autochtone et originaire de Chavín de Huántar. Les premières peuplades de Chavín vinrent du piémont amazonien jusqu'à la cordillère voisine de la Cordillera Blanca où ils ont prospéré jusqu'à fonder au XIIe siècle av. J.-C. la culture Chavín. Les origines de Huaraz remontent à la période hispanique. C'est l'un des nombreux noyaux urbains qui furent mis en place sous le gouvernement du vice-roi du Pérou, Francisco de Toledo.

### Toponymie
Le nom Huaraz  ([waˈɾas]) vient du mot quechua waraq qui signifie « aube »,,. Les anciens habitants de la région avaient en effet, parmi leurs divinités principales, Waraq Quyllur (l'étoile de l'aube), c'est-à-dire la planète Vénus.

### Héraldique

Drapeau de Huaraz, créé en 1982.

Blason de Huaraz.

Drapeau : Le drapeau utilisé par la municipalité est rectangulaire avec un rapport de 2 sur 3, il est entièrement bleu avec les armoiries de la ville au centre.
Armoiries : Les armoiries ont été créées le 9 mars 1982 par la résolution no 034-80-CPH.15, signée par le maire de l'époque Victor Valenzuela Guardia.
L'écu est de type français moderne. Le champ est partitionné en diagonale, tranché de gueules et d'azur avec une bordure d'or. Sa conception est basée sur le patrimoine naturel et culturel de la province :
- Le champ d'azur est au Vallunaraju un haut sommet enneigé (5 686 m) visible depuis la place d'armes de la ville, qui symbolise la richesse et la beauté de la nature locale, sur fond du ciel toujours bleu à Huaraz.
- Le champ de gueules est au torreon de Huilcahuain, un  temple sacré situé près du village de Paria, à 7 km au nord-ouest de Huaraz à une altitude de 3 400 m, qui symbolise la richesse culturelle et historique pré-incas de la province, sur fond rouge comme le sang des guerres anciennes et de la combativité de la population face à l'adversité.
- La bordure est d'or (jaune) à 5 troncs de queñual aux bourgeons de feuilles vertes, un arbrisseau des Andes qui représente la richesse de la flore sauvage, avec le mot Huaraz inscrit en écriture gothique.

Les ornements extérieurs sont, le heaume (yelmo en espagnol) avec visière ajourées, tourné vers la droite dont sortent des végétaux jaunes et rouges, surmonté d'un condor sortant des flammes :
- Le heaume symbolise l'anoblissement de Sebastián de Torres  premier encomendero de la zone de Huaraz, par décision de Francisco Pizarro.
- Le condor, oiseau des hauts sommets des Andes, représente la faune très spéciale des villes andines. Il est connu sous le nom de « Roi des Andes ». À Huaraz, on peut facilement le voir dans la Cordillère Blanche.
- Le condor est représenté sortant du feu, comme s'il s'agissait du Phénix qui renaît de ses cendres, symbolisant ainsi les  catastrophes du passé (glissements de terrain et tremblements de terre) subis par la ville de Huaraz, mais dont la population a toujours su se relever.
- Du heaume, sortent à droite et à gauche, entourant l'écu, des ornement de lambrequins ressemblant à des feuilles ou à des algues, qui donnent consistance à l'ensemble.

### Ère précolombienne
Il y a un peu de connaissance sur l'histoire de Huaraz, avant l'arrivée des Espagnols. Toutefois, des traces d'occupation humaine depuis 11 000 ans avant J-C. par des populations de chasseurs-cueilleurs sont avérées, comme l'atteste la Grotte du Guitarrero en face de la ville de Mancos, située 50 km au nord de Huaraz. De ces premiers établissements humains autour des rivières Quilcay et Santa, la région évolua ensuite grâce au développement de l'agriculture dans la zone de Vicuas et Villaqui.
Pendant l'antiquité, du Xe au IIe siècle av. J.-C., la civilisation Chavín a développé la culture urbaine. Ainsi, ils ont édifié le village de Waras avec son centre cérémoniel situé sur la colline de Pumacayan. Ensuite se succédèrent du IIIe siècle av. J.-C. au VIe siècle apr. J.-C. les Recuay, puis les Huari au VIe siècle qui construisirent les ensembles de Huilcahuain et de Waullac qui sont aujourd'hui des sites archéologiques. Enfin, la zone fut annexée à l'Empire Inca.

### Période coloniale

#### AuXVIesiècle- La colonisation

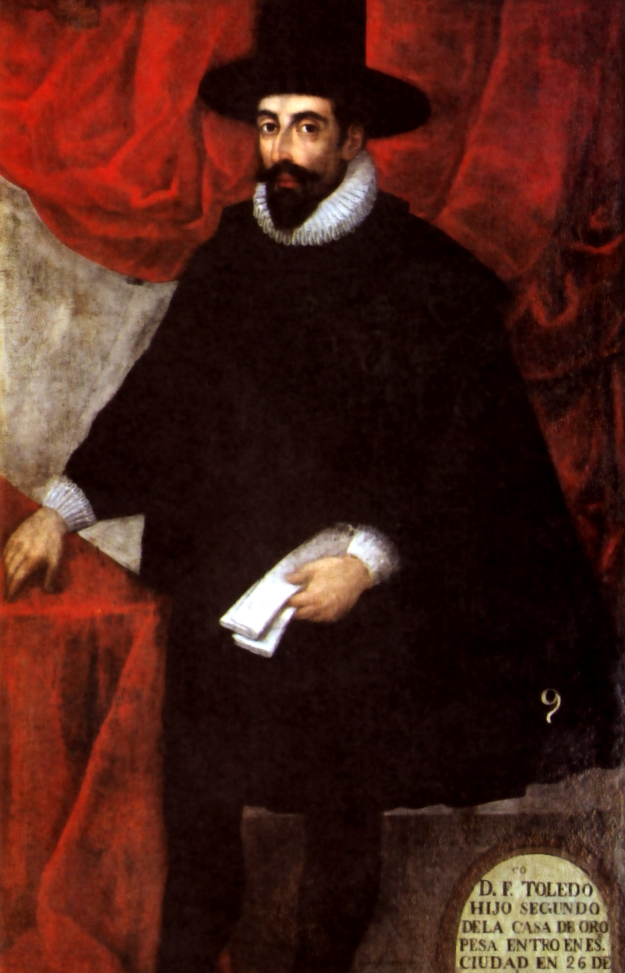
Huaraz a été fondé sous le gouvernement du vice-roi Francisco de Toledo.

En 1533, l'armée espagnole arrive dans cette zone sous le commandement d'Hernando Pizarro. Ses hommes en font la première description, rapportant qu'il s'agit d'un sol vert et fertile, avec beaucoup de bétail dans les hautes terres et des villages prospères.
Francisco Pizarro, le conquistador espagnol du Pérou, alors maître de Cuzco, est au centre de l'expansion coloniale espagnole. Il procède à la distribution des terres et des mines et fonde de nouvelles villes.
En 1538 il remet le commandement de Huaraz au conquistador Sebastián de Torres et en 1574 le capitaine Alonso de Santoyo y Valverde (es) fonde le 20 janvier une réduction hispanique indigène sous le nom de Pampa Huarás de San Sebastián organisée en 14 quartiers. Sebastián de Torres  est nommé Encomendero, avec droit de percevoir les impôts dans la région qui fait maintenant partie de la province de Huaraz.
Les années 1537 à 1548 voient les luttes intestines se développer dans la province et se terminent par la mort de l'encomendero Sebastián de Torres.
Sous le gouvernement (1556-1560) du vice-roi Andrés Hurtado de Mendoza il y eut une tentative d'urbanisation de Huaraz, mais à cause de la rudesse du climat de la région, cela resta un projet.
En 1576 le vice-roi Francisco de Toledo crée le corregimiento de Huaylas et désigne Huaraz comme le siège de cette division territoriale.
Dès le début, les Espagnols ont exploité les richesses minérales de la région où plusieurs gisements de minerais métalliques ont été découverts : argent, plomb, étain, entre autres. Dans les années 1570, des centaines de Quechuas étaient déjà esclaves dans ces mines.

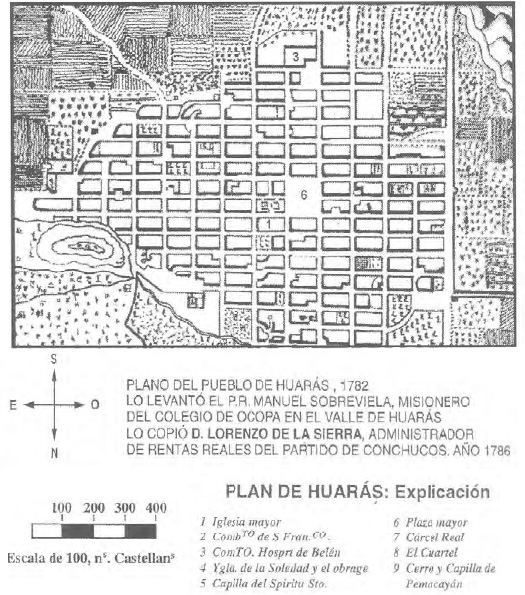
Plan de Huaraz en 1782.

#### AuXVIIIesiècle- Fin du système bourbonien
Le système imposé par les Bourbons sur leurs territoires outre-mer engendra une série de rébellions de la part des Indiens réduits en esclavage et des métis qui exigeaient des changements fiscaux, des améliorations dans les industries et la liberté du commerce. C'est sous le règne de Charles III qu'un malaise majeur se produit dans la population, entraînant la rébellion des Alcabalas de Huaraz en février 1780.
Les corregimientos furent abrogés par le roi Charles III en 1784 en raison de la révolution de Túpac Amaru II et des abus commis contre les Indiens et ses territoires devinrent des intendencias donnant naissance à celle de Huaylas.
Sa capitale administrative située à Tarma, gérait les régions de Huaylas, Conchucos et Huánuco. En 1788 le vice-roi Teodoro de Croix éleva Huaraz au rang de ville en y créant un cabildo, puis en nommant en janvier 1789, le premier maire Jacobo del Real.

### Période républicaine

#### AuXIXesiècle-  Vers l'indépendance
Le noyau de patriotes de Huaraz partisans de l'indépendance vis-à-vis de l'Espagne, était composé de personnalités telles qu'Andrés Mejía, Juan de la Mata Arnao, Felipe Antonio Alvarado, Juan de la Cruz Romero, Manuel Jesús González et des frères José María et José Manuel Robles Arnao.

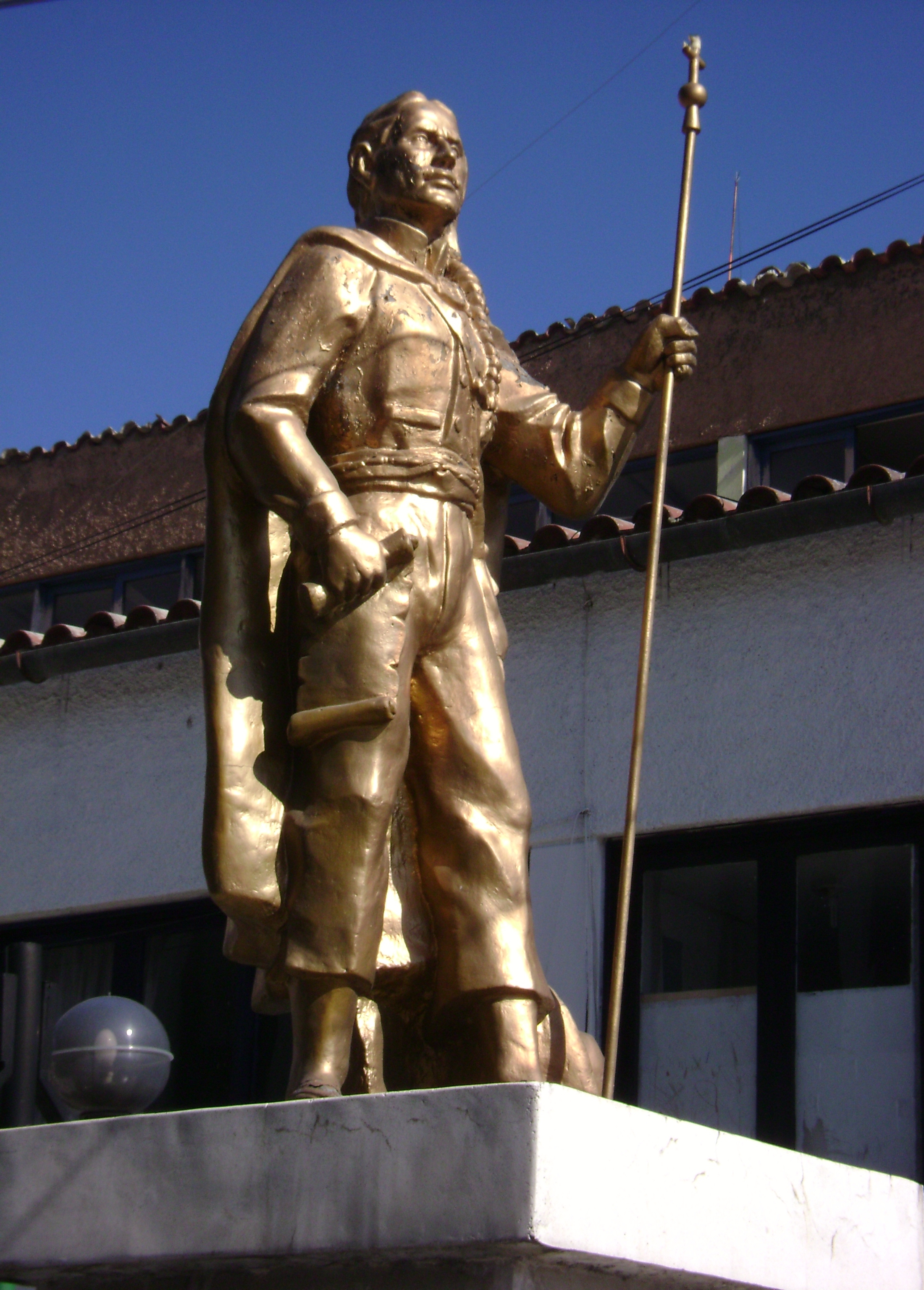
Statue de Pedro Pablo Atusparia à Huaraz.

À la mi-octobre 1820, José de San Martín envoya des émissaires dans la ville pour proclamer l'indépendance. Juan de la Cruz Romero y fit des proclamations en faveur de l'indépendance en Quechua, inquiétantes pour les autorités de la ville restée fidèles à la royauté espagnole. Devant la résistance des autorités, San Martín renforça le noyau de rebelles en envoyant le colonel Campino avec 250 hommes, qui proclamèrent l'indépendance dans la ville de Huaraz. Le patriote Juan Mata Arnao fut élu gouverneur provisoire.
Le 12 février 1821, alors qu'il séjournait au nord de Lima, le général José de San Martín a fondé provisoirement 4 départements, dont Huaylas lui donnant comme capitale la ville de Caraz avec à sa tête  le général Toribio de Luzuriaga.
Sous la République, le département de Huaylas fut créé le 25 août 1823, comprenant les villes de Huaraz, Caraz, Huacra, Mato, Jatun Huaylas et Macate.
C'est à Huaraz, que les généraux Antonio José de Sucre et Simón Bolívar réorganisèrent l'armée péruvienne, et la majorité des Huaraciniens ont soutenu l'expédition qui, commandée par le général Manuel Bulnes, a vaincu Santa Cruz à la bataille de Yungay le 20 janvier 1839.
La ville de Huaraz était alors considérée comme la capitale du nouveau département de Huaylas, officiellement établi en juin 1835 dans le gouvernement de Felipe Santiago Salaverry. Puis elle fut la capitale du département d'Ancash lorsque ce nom a remplacé celui de Huaylas, en février 1839 dans le gouvernement de Agustín Gamarra.
Enfin, en 1857 sous le gouvernement de Ramón Castilla, le Huaylas fut divisé en deux, donnant naissance à la nouvelle jeune province de Huaraz avec sa capitale, l'actuelle ville de Huaraz.
Par décret suprême du 23 janvier 1866, les districts de Independencia et de Huaraz, sont créés. C'est sur ces territoires que s'étend aujourd'hui la ville de Huaraz.
Lors de la guerre du Pacifique, le général Andrés Avelino Cáceres (surnommé le sorcier des Andes), est passée par Huaraz en 1883 pour mener sa dernière bataille contre l'armée chilienne, à Huamachuco.
En 1885, le maire amérindien d'un village proche de Huaraz, Pedro Pablo Atusparia (es), mène une rébellion armée contre les taxes, les bas salaires et les mauvais traitements. Cela aboutira - longtemps après en 1969 - à une réforme agraire et au statut de citoyen pour les ouvriers agricoles.

#### AuXXesiècle- Catastrophes en série

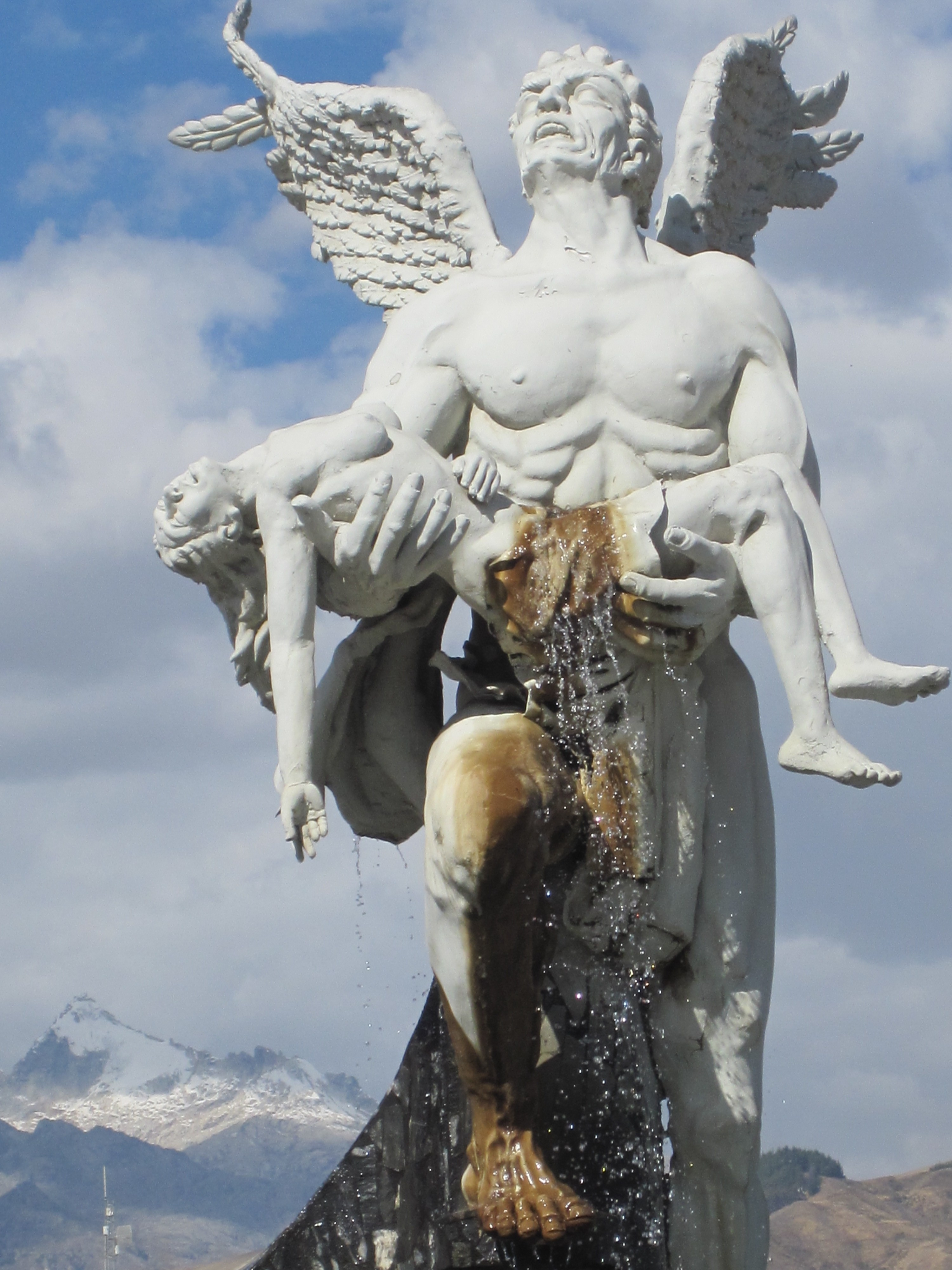
Monument aux victimes des glissements de terrain de 1941 et 1970 - Puente Quillcay - Boulevard Pastorita Huaracina.

En 1941, une grande partie du côté nord et une grande partie du centre de la ville sont détruites par des inondations et des glissements de terrain causés par l'effondrement d'un réservoir approvisionnant la ville en eau. Le barrage réservoir, qui se trouvait à environ 6 km à l'est de la ville et à plus de 200 m au-dessus, s'est rompu à cause de la pression soudaine causée par une avalanche de glace tombée du glacier, probablement à la suite d'un tremblement de terre localisé. En quatre minutes, une masse d'eau, de boue, de rochers et de débris, dont la crête au moment où elle a atteint la ville, avait dépassé 15 mètres de hauteur, s'est abattue sur la banlieue la plus moderne, détruisant la majeure partie de la moitié nord de la ville.
Après la catastrophe de 1941, l'ancien barrage du réservoir a été réparé mais pas remplacé. Les doutes quant à la sécurité de ce barrage ont été, par la suite, en grande partie responsables de l'abandon de cette zone.
Au milieu des années 1960, la vallée en amont de la ville présentait encore les stigmates de l'avalanche. En 1965, moins d'une demi-douzaine de bâtiments avaient été reconstruits dans la vallée du ruisseau en aval du réservoir. La vallée était encore remplie de trois mètres de terre et de débris déposés par l'avalanche de 1941. Des blocs rocheux énormes, certains dépassant quatre mètres de haut ont été projetés jusqu'au confluent du ruisseau et de la rivière Santa. Les habitants de la région de Huaraz, qui se souvenaient de la catastrophe de 1941, ont déclaré en 1965 que la rivière elle-même avait été détournée par les débris de l'avalanche pendant quelques jours avant de retrouver son cours normal.
Le 31 mai 1970, un tragique tremblement de terre et des glissements de terrain dévastent une grande partie de la Callejón de Huaylas, détruisant la ville de Yungay, faisant 100 000 morts ou disparus. La ville de Huaraz a subi aussi d'énormes dommages, ce qui paradoxalement, a permis la reconstruction et la rénovation urbaine de la ville.

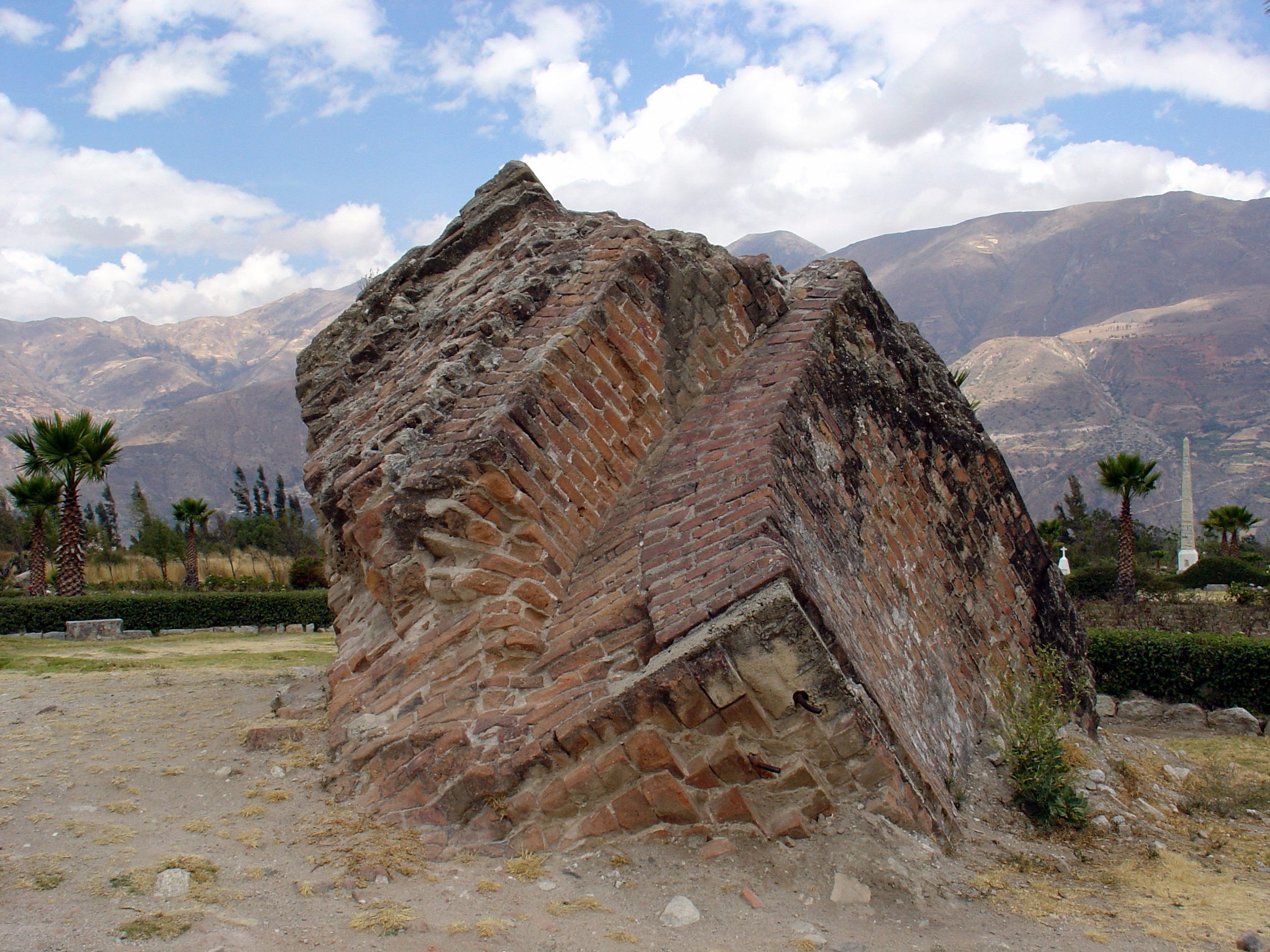
Ruines de la cathédrale de Yungay.

Ce 31 mai 1970, le même barrage réservoir s'est en effet de nouveau rompu lors du tremblement de terre. Dans la vallée du ruisseau en aval une avalanche, étrangement semblable à celle de 1941, s'est produite. En l'espace de 45 secondes, pratiquement toutes les structures importantes du centre-ville ont été détruites. Quelques minutes plus tard, la moitié nord de la ville, particulièrement dans la vallée du ruisseau, a été détruite par une avalanche de boue glacée transportant des rochers et d'autres débris.
Environ 20 000 personnes ont été tuées dans la ville ; il n'y aurait eu que 91 survivants dans la ville elle-même. Les bâtiments historiques le long des ruelles étroites, en particulier les grandes maisons en adobe couvertes de tuiles de céramique, ont été réduites à l'état de ruines. Ces rues étroites ont été en outre des pièges mortels pour les habitants pendant cette catastrophe ; la conception de la ville après 1970 en a tenu compte avec des rues plus larges.

## Géographie

### Orographie
La ville se trouve dans le Callejón de Huaylas vallée où coule le fleuve Santa. Cet étroit couloir est formé par la Cordillère Blanche et la « Cordillère Noire » (un contrefort de la première), chaînes de montagnes imposantes qui offrent ainsi des paysages d'une beauté naturelle remarquable et de nombreuses possibilités de sports d'aventure. Le mont Huascarán, point culminant du Pérou avec 6 768 m d'altitude, est à 45 km et parfaitement visible par beau temps depuis la ville.
Sur le versant est de cette vallée inter-andine, la Cordillère Blanche présente un relief accidenté, avec un sol plus résistant, des roches intrusives (type granite/granodiorite) et une accumulation perpétuelle de neige sur les sommets supérieurs à 5 000 m. La Cordillère Noire, située sur le versant ouest, est moins abrupte, avec un sol moins résistant, des roches volcaniques et aucune zone glaciaire.
L'altitude de la ville est d'environ 3 050 mètres. Le territoire de Huaraz et de ses abords immédiats est hétérogène, montagneux et accidenté ; de ce fait, il présente des pentes variant entre 2% et 25% dans la zone centrale et entre 15% et 45% en périphérie. Il y a accumulation de remblai dans le relief superficiel du sol, dans tout ce qui est l'emplacement de la ville de Huaraz.
Les fondateurs de la ville n'ont malheureusement pas eu raison de choisir l'embouchure d'un ravin pour fonder la ville. C'est peut-être en raison de son relief plat apparent ou de l'abondance et de la proximité des eaux de deux rivières et par la diversité des arbres qu'ils ont choisi l'endroit. Les fondateurs ignoraient qu'il ne s'agit pas d'une terre ferme, mais d'un sol travaillé par des eaux souterraines dont l'origine se trouve en bordure de la colline Rataquenua. C'est plus sûrement, le potentiel de développement de l'agriculture et de l'exploitation minière qui les a motivé.

### Hydrographie

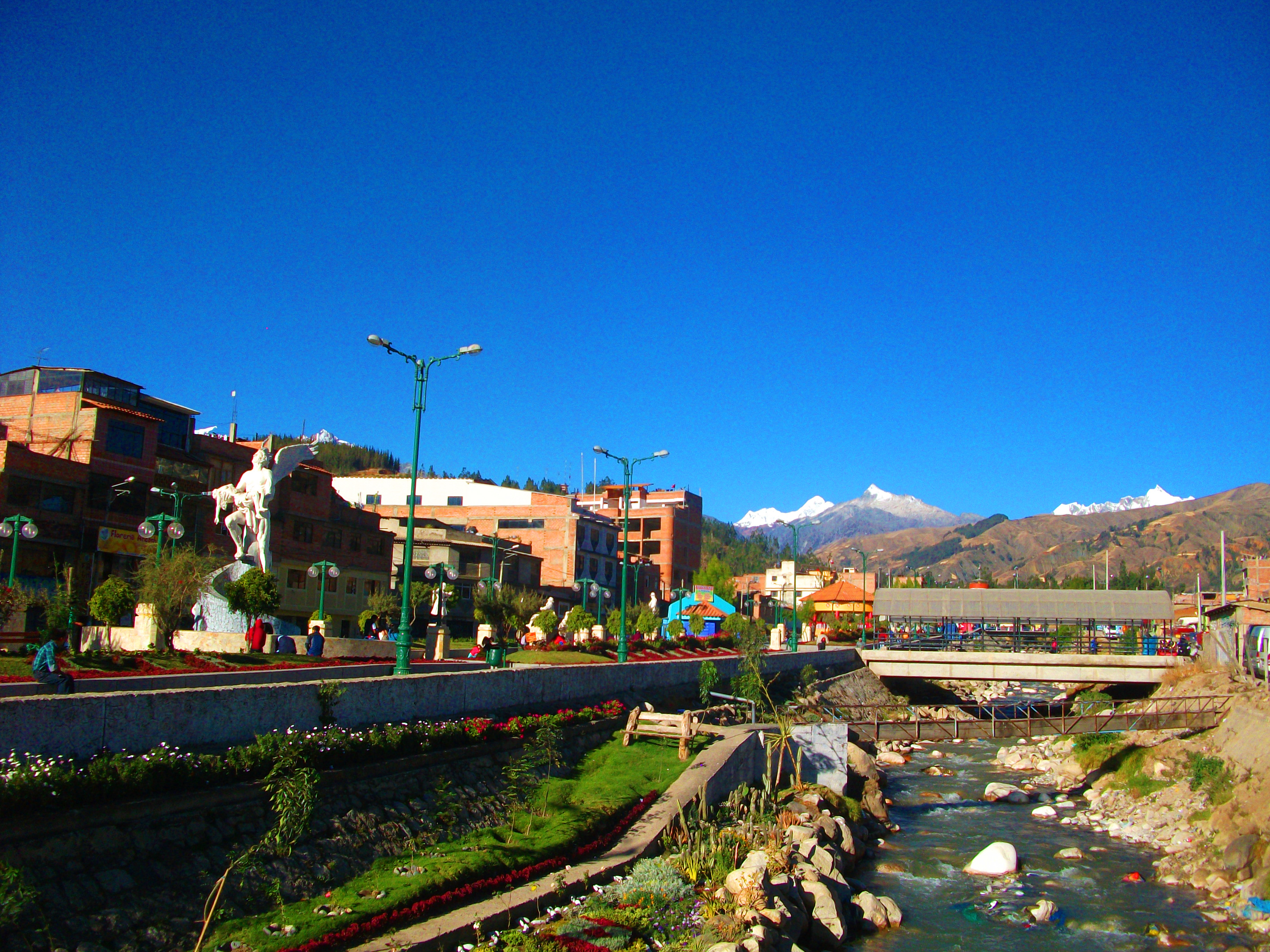
Le río Quilcay traverse la ville.

Le fleuve Santa coule vers le nord à travers Huaraz. Il n'est pas navigable mais a toujours fourni à la ville de l'eau de bonne qualité. Ce cours d'eau n'est encore à Huaraz qu'un torrent étroit, au fond rocheux, charriant une eau froide, alimenté par les glaciers. Il reçoit dans sa traversée de la ville, le río Paria et le río Quilcay tous deux sur sa rive droite.
Le fleuve est la limite ouest traditionnelle de Huaraz, bien qu'une partie de la population de la ville ait vécu sur la rive gauche pendant deux siècles.
La limite nord de Huaraz se trouve le long d'un ruisseau qui traverse la ville et se jette dans le río Santa. Ce ruisseau - le bien nommé Paria - dont le bassin versant est orienté vers l'ouest et fait face aux contreforts et aux pentes de la Cordillère Blanche, a été le théâtre des deux inondations dévastatrices causées par les tremblements de terre de 1941 et 1970.

### Climat
Huaraz a un climat tropical tempéré de montagne tropicale, ensoleillé et sec pendant la journée et froid pendant la nuit, avec des températures annuelles moyennes entre 11 et 17 °C et des maximum absolus dépassant 21 °C. Les précipitations sont supérieures à 500 mm, mais inférieures à 1 000 mm pendant la saison des pluies, de décembre à mars. La saison sèche appelée « été andin » s'étend d'avril à novembre.
À Huaraz, la température moyenne annuelle est de 16,2 °C, car les courants atmosphériques de la côte se neutralisent avec ceux des cordillères donnant ainsi une sorte de printemps perpétuel sans chaleur ni froid excessifs. Le climat de Huaraz se caractérise aussi par une saison sèche de mai à septembre et une saison humide d'octobre à avril.
À la saison humide les matinées sont ensoleillées, sèches et chaudes (jusque 35 °C en plein soleil) avec des après-midi et nuits pluvieuses, parfois les averses sont violentes, et avec des températures plus fraîches. La saison sèche se caractérise par des matinées et des après-midi ensoleillés, secs et chauds, avec des nuits froides proches de 0 °C et un ciel dégagé, présentant ainsi de belles nuits claires et étoilées.
L'époque favorable aux sports d'aventure correspond à la saison sèche qui dure pendant une centaine de jours sans pluies (juin, juillet et août). La différence de température et de luminosité est très forte d'un endroit exposé au soleil à un endroit à l'ombre. Les vents peuvent être violents avec des tourbillons qui soulèvent de la poussière dans la ville.
La ville est menacée d'inondations par la fonte des glaciers andins. En 2017, la justice allemande a accepté d’examiner la plainte d'un paysan péruvien originaire de la ville, demandant réparation à l'entreprise allemande RWE (considéré comme étant le premier pollueur d'Europe) pour sa responsabilité dans le réchauffement climatique.

### Géographie politique
L'aire métropolitaine est composée de deux quartiers, Huaraz et Independencia. La majorité des quartiers sont situés dans le district de Huaraz, en particulier les quartiers traditionnels comme La Soledad, Belén, Huarupampa et San Francisco, qui entourent le centre-ville. Leurs résidents sont à 60 % les citoyens traditionnels de Huaraz. Ces quartiers sont en grande partie peuplés d'habitants issus de la classe moyenne. 
| District de Pira        | District de Jangas           | District de Tarica |
| District de La Libertad | Huaraz                       | Province de Huari  |
| Province d'Aija         | District de Olleros (Huaraz) | Province de Recuay |

D'autre part, autour de ces zones, il y a d'autres espaces urbains qui se sont développés sans planification comme Villón, Pedregal, Challhua, Rosas Pampa, San Jerónimo et Villasol. Centenario est la zone la plus étendue de la ville. Dans cette zone, de nombreux migrants ruraux ont établi des quartiers informels en développement. La tendance à la croissance de la ville est surtout sur la partie nord-est de la ville. Ces zones de création récente sont recherchées par les personnes préférant un environnement moins urbanisé et plus proche de la nature pour s'établir.
Huaraz à l'origine était composée de maisons circulaires, qui ont été démolies et remplacées lors de la colonisation espagnole par des maisons carrées et des rues étroites sur un plan en damier. La large place principale (Plaza Major) du centre-ville, était entourée par la grande cathédrale, la mairie (el cabildo) et la prison. Le gouverneur à l'époque coloniale a établi sa résidence à Huaraz, devenue de ce fait la capitale de la région.

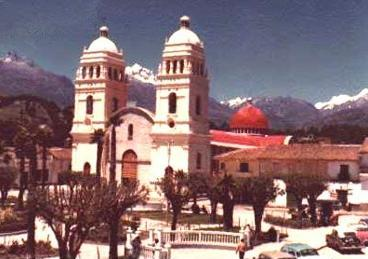
L'ancienne cathédrale détruite en 1970.

De la vieille ville tranquille, silencieuse, avec ses grands hôtels particuliers d'adobe et ses toits à deux versants aux ruelles étroites, il ne reste que la rue José Olaya. Elle a été déclarée site du patrimoine national parce que le tremblement de terre de 1970 qui a détruit 95 % de la ville et toute l'architecture traditionnelle et coloniale, a épargné la rue Olaya.
Le plan quadrillé initial de Huaraz a disparu dans la catastrophe privant la ville de son identité traditionnelle et faisant disparaître la composition initiale des quatre quartiers La Soledad (centre-ville), Belén, Huarupampa et San Francisco, dont les habitants pour se distinguer avaient peint les portes de leurs maisons respectivement en bleu, vert, rouge et gris.
La reconstruction a nécessité de démolir les maisons endommagées et d'établir une planification moderne et plus sûre avec de larges rues et des avenues avec des jardins centraux. L'architecture coloniale n'existe plus, elle a été modernisée en gardant toutefois son propre style andin avec des toits à pignon. La ville se développe désormais vers le sud et vers le nord, mais de manière désorganisée car le développement du commerce et du tourisme a été plus rapide et plus anarchique que le processus d'urbanisation planifié, avec pour conséquence des quartiers irréguliers comme Nicrupampa, Shancayán, Palmira, Patay, Vichay, Quinuacocha et Cascapampa.
Les constructions sont le plus souvent de plain-pied ou à un étage, seul le centre-ville montre des immeubles de plus de 3 ou 4 étages. Beaucoup de bâtiments y ont été modifiés, afin d'offrir des appartements à la location.
Désormais, à l'extrémité nord de la Plaza se trouvent les bâtiments regroupant les services communaux, tels que la poste, le commissariat de police et la caserne des Pompiers. La préfecture et l'hôtel Central de Huaraz sont situés au coin de la rue Gamarra. À l'est se trouve la nouvelle cathédrale avec les dépendances de l'archevêché. Dans ce complexe architectural, il y a aussi des banques et des bureaux d'État

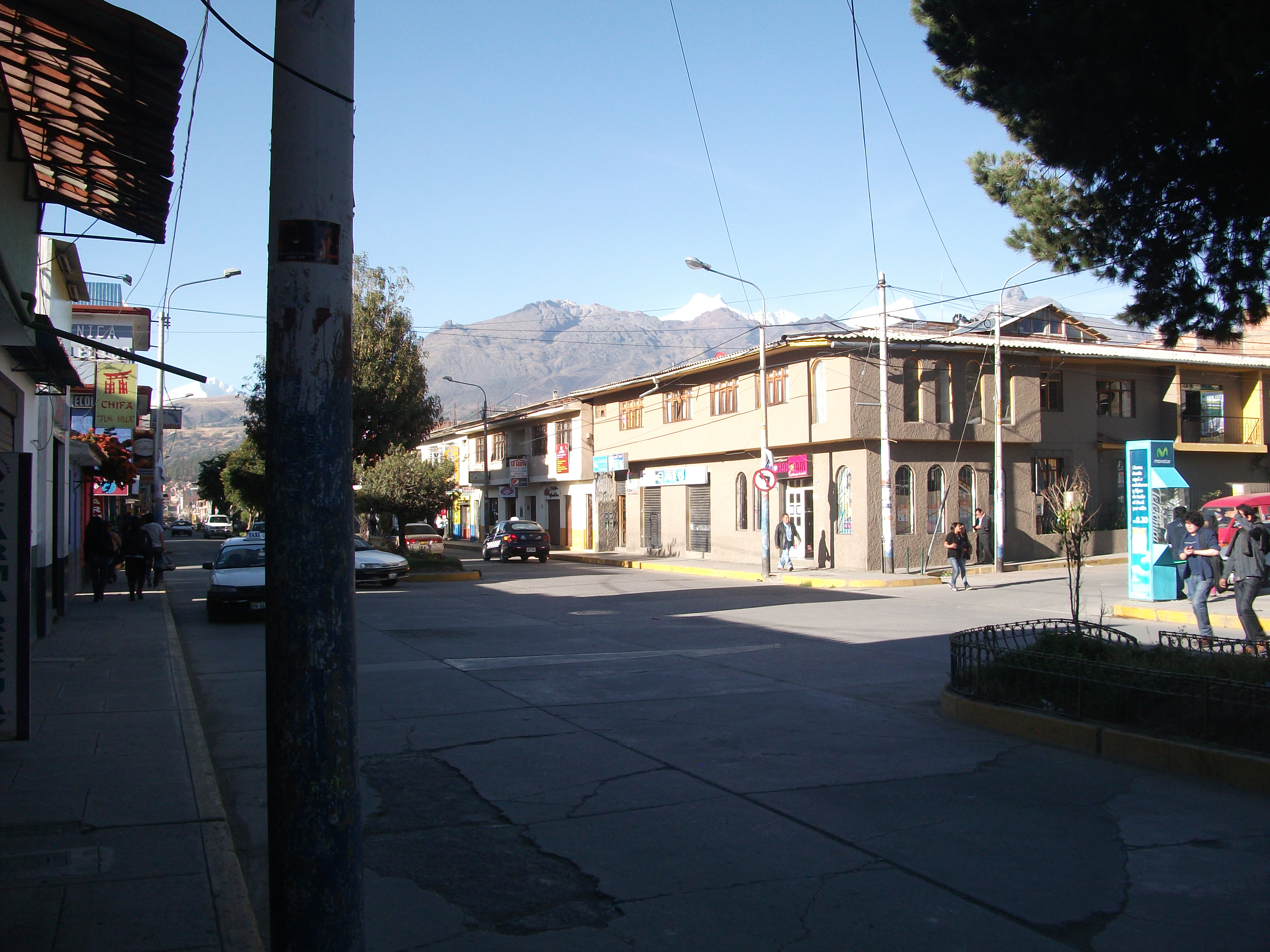
Avenue Luzuriaga.
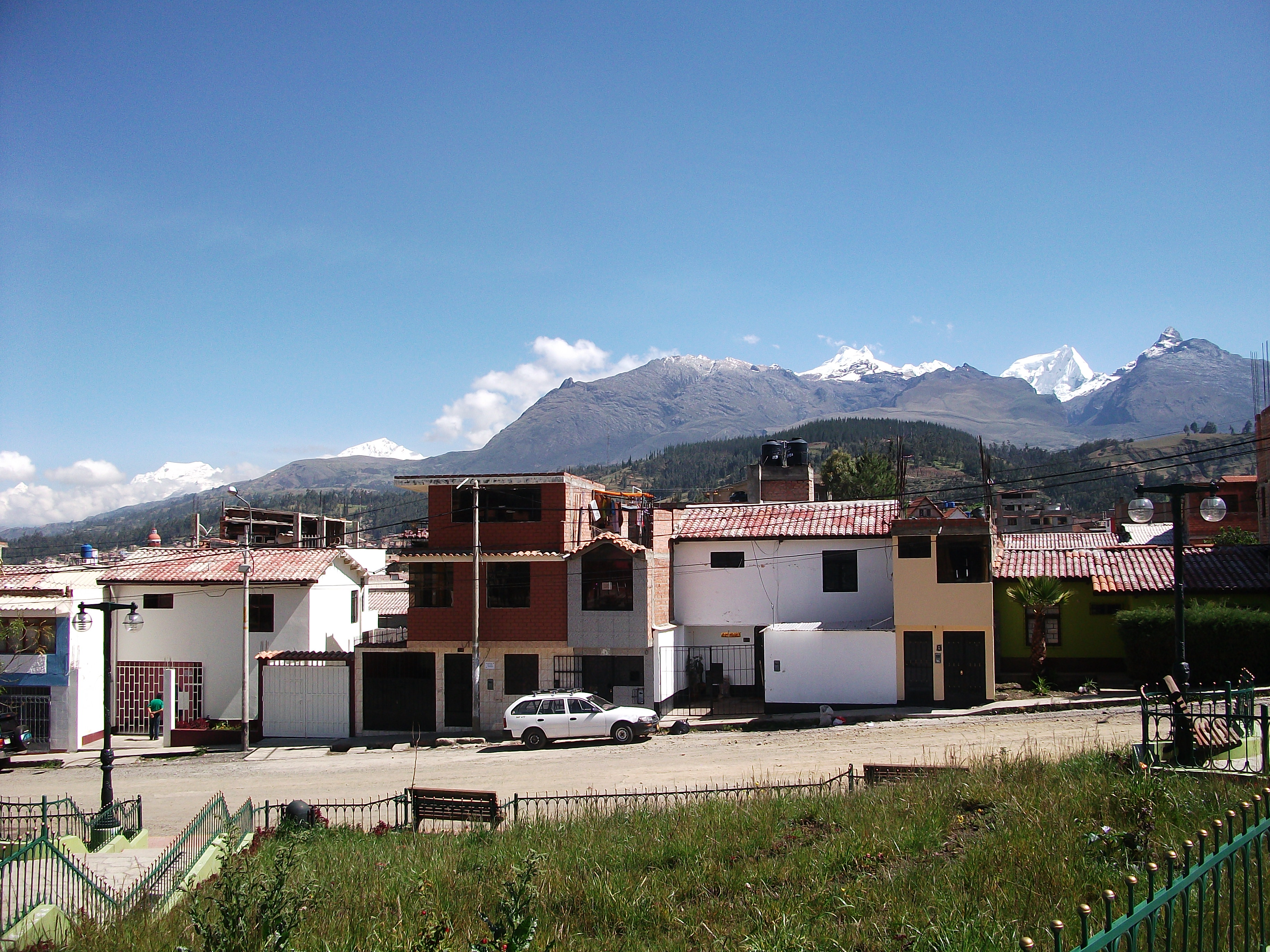
Quartier de La Soledad en centre-ville.
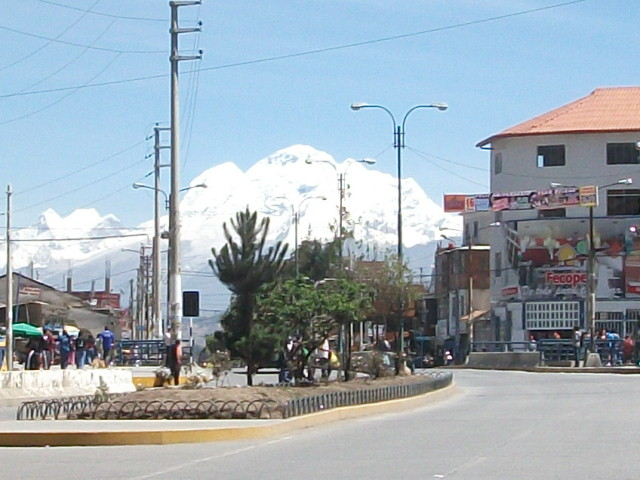
Le Huascaran vu depuis Huaraz.
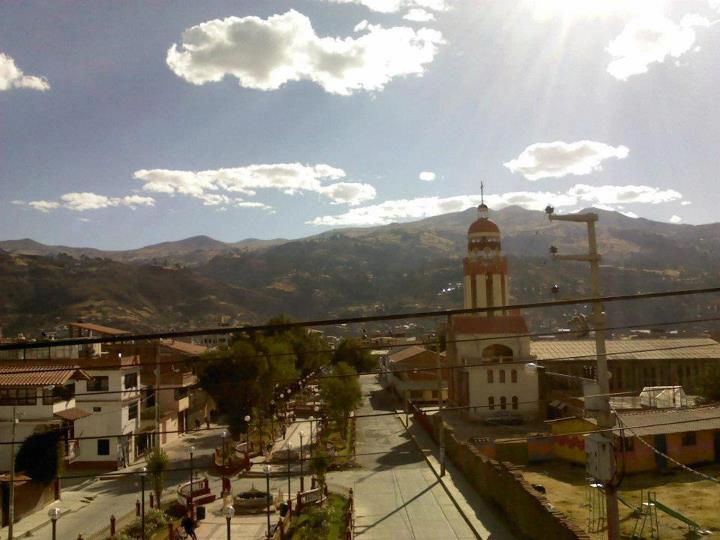
Alameda Grau.

Au cours des dernières années, l'agglomération urbaine s'est étendue à plusieurs centres habités entourant la ville, tels que Marian et Huanchac au nord-est. Il a été prévu que la croissance de la ville de ce côté-ci serait consolidée dans quelques décennies. De cette façon, pratiquement, les centres habités tels que Wilcahuain, Carhuás, Monterrey, Pongor, Paria au nord-est, Santa Casa, Picup au nord-ouest, Tacllán, Shiwayo, en direction de Olleros au sud-ouest font déjà partie de l'agglomération urbaine. La tendance à la croissance est projetée vers les districts du nord tels que Tarica et Jangas, qui feront probablement partie de l'aire métropolitaine dans quelques années.

### Administration municipale et régionale
La ville en tant que capitale de la province de Huaraz est dirigée par le gouvernement provincial de Huaraz qui a compétence sur l'ensemble du territoire de la province. Il n'y a pas d'autorité limitée à la ville.
| Période     | Prénom - Nom             | Parti politique                                 |
| ----------- | ------------------------ | ----------------------------------------------- |
| 2000 - 2001 | Victoriano Osorio        | Salvemos Huaraz                                 |
| 2002        | Rommel Ríos Alcántara    | Salvemos Huaraz                                 |
| 2003 - 2010 | Gelacio Mautino Ángeles  | Movimiento Regional Acción Nacionalista Peruano |
| 2011 - 2014 | Vladimir Meza Villarreal | M.R. Nueva E.R.A                                |
| 2015 - 2018 | Alberto Espinoza Cerrón  | M. R. Renovación Ancashina                      |

## Démographie
La métropole de Huaraz avait une population de 118 836 habitants en 2017 et elle comptera 140 041 habitants en 2018 selon les projections de l'INEI. Après le tremblement de terre que la ville a subi en 1970, pendant lequel  50 % des habitants de la ville ont été tués, la ville a été reconstruite ce qui a généré une vague de migration, en particulier venant des zones rurales de la région.
Enfin, au cours de la décennie 1990, les mines d'or Pierina et Antamina se sont établies dans la région, encourageant les gens d'autres régions du pays, notamment de Huánuco et de Lima à s'installer dans la ville.
La langue officielle de la ville est l'espagnol et c'est aussi la langue prédominante dans ses variantes de l'espagnol andin et de l'espagnol péruvien standard. Une minorité parle le quechua, surtout dans les zones rurales où il maintient encore sa prédominance.
La population Huaracina professe la foi catholique à 89,06% tandis que 7% est évangélique ou d'une autre confession protestante. Environ 1,53% professent d'autres religions, tandis que 1,51% ne se reconnaissent d'aucune religion.

## Économie
Parmi les principales activités économiques, le tourisme et l'exploitation minière prédominent, suivis du commerce, de l'agriculture et de l'industrie légère comme l'alimentation, le textile et l'artisanat. Ainsi, dans la répartition de la population active par secteur d'activité, la population consacrée au secteur primaire correspond à 19 %, 13 % au secteur secondaire et 50 % au secteur tertiaire.

### Secteur primaire
L'exploitation minière est actuellement la principale activité économique, depuis la fondation de la mine Pierina en 1996, concédée à la société canado-péruvienne Barrick Misquichilca. Pierina est une mine à ciel ouvert, qui fonctionne par camions et chargeurs. En 2011, Pierina a produit 152 000 onces d'or et au 31 décembre 2011, les réserves prouvées et probables de la mine étaient de 771 000 onces d'or (24 t). L'exploitation a été prolongée jusqu'en 2018.

### Secteur secondaire
L'activité industrielle occupe 13 % de la population économiquement active, principalement composée de micro et moyennes entreprises dédiées aux industries alimentaires, telles que la production de produits laitiers, de boissons gazeuses, de bière, de viande transformée et autres produits d'origine agricole. Il y a aussi des entreprises qui se consacrent à l'industrie de la construction, comme les briqueteries, les fours à ciment et les séchoirs à bois. La fabrication de textiles, d'objets d'artisanat, de produits manufacturés, etc. est également mise en évidence. Cependant, pour le moment, l'activité industrielle est dispersée dans toute la ville.
Le 12 juillet 2011, par décret législatif 29751, a été créé le Parc Industriel Huaraz, où seront regroupées les activités productives des micro, petites et moyennes entreprises et où seront générés des emplois durables, l'associativité, le développement économique et social.

### Secteur tertiaire
Le commerce et les services prédominent. 50 % de la population active se consacre à ces activités. Le commerce et les microentreprises se sont multipliés en tant qu'alternatives de survie face au chômage. Cependant, la ville de Huaraz a des atouts, tels que l'importante main-d'œuvre de micro entrepreneurs, qui favorise le commerce, le tourisme et l'artisanat.
Le tourisme est une activité importante dans l'économie de la ville, et il continue de l'être, puisque Huaraz et surtout le Callejón de Huaylas et ses environs sont l'une des destinations touristiques les plus importantes du pays, recevant chaque année 200 000 visiteurs, nationaux et étrangers.
Actuellement, les sociétés notoires disponibles ou basées à Huaraz sont Credichavin, Caja Municipal del Santa, BBVA Continental, Interbank, Scotiabank, Banco de la Nación, Banco de Crédito del Perú, Mibanco, RadioShack, Claro, DirecTV, Hidrandina, Movistar, Ferreyros, TopyTop, Tiendas El, Rubrix.
Le tourisme maintient également un commerce de détail basé sur les magasins et les supermarchés, en mettant en évidence Novaplaza et Trujillo Mart, en plus du marché central qui est le plus grand dans la Callejón de Huaylas et la Sierra Ancashina, ainsi que d'autres marchés plus petits.

### Transports

#### Infrastructure routière
Huaraz est situé à environ 400 km au nord de Lima (8 h de trajet) par l'autoroute panaméricaine nord (1N) avec bifurcation à Paramonga. De ce point, il reste 200 km à travers la partie sud de la Callejón de Huaylas, pour arriver à Huaraz. Une autre route importante est la route Casma-Huaraz, longue de 115 km, qui va de la côte à Huaraz. Dans le futur, il est prévu d'étendre cette route vers le Brésil.
L'infrastructure routière de la ville est formée par l'avenue Luzuriaga, qui est l'artère principale et donc qui supporte la plus grande charge du trafic quotidien de la ville, la traversant du nord au sud, avec des extensions comme l'avenue Fitzcarrald et l'avenue Centenario. D'autres avenues importantes forment un réseau routier comme l'avenue Raymondi, qui traverse la ville d'est en ouest. L'avenue Gamarra et l'avenue Villon sont quelques-unes des artères principales de la ville. Des voies de contournement ouest, est et sud forment ainsi un anneau routier autour de la cité, ce qui accélère la circulation.
Huaraz est reliée à la côte Pacifique par trois autoroutes. L'une va globalement vers l'ouest, l'autre vers le sud puis l'ouest, et l'autre vers le nord puis l'ouest. Les trois routes partent des Andes et descendent jusqu'à la région côtière désertique.
- La route vers l'ouest s'élève dans la Cordillère Noire, culmine à environ 4 000 m, puis descend jusqu'à la ville côtière de Casma, sur la route panaméricaine nord.
- La route vers le sud à partir de Huaraz s'étend sur environ 40 km en direction de la ville de Recuay, où elle tourne vers l'ouest. Elle culmine à environ 4 300 m dans la partie sud de la Cordillère Noire. De là, l'étroite route sinue sur environ 80 km en descendant vers Huarmey (au sud de Casma) sur la côte, elle rejoint l'embranchement de la route panaméricaine (à 187 km au nord de Lima).
- La route qui va vers le nord à partir de Huaraz suit le Rio Santa jusqu'à l'extrémité nord de la Callejón de Huaylas, où elle se divise en deux. La branche mineure va en pente raide vers l'ouest jusqu'à l'ancienne ville de Huaylas et ensuite vers le nord-ouest jusqu'à la côte. La route principale va vers le nord le long du Cañón del Pato à travers une douzaine de tunnels à une voie, descend précipitamment de plusieurs milliers de mètres en lacets et en virages en épingle à cheveux sur une piste à une seule voie, et arrive à la ville de Huallanca. Ensuite la route se divise à nouveau. La bifurcation la plus fréquentée continue généralement vers l'ouest jusqu'à la ville côtière de Chimbote, où elle rejoint la route panaméricaine. L'autre bifurcation va de Huallanca vers le nord jusqu'aux Andes péruviennes du nord.

Le voyage en voiture par l'une des trois routes autoroutières de Huaraz à la côte prend généralement de sept à huit heures pour se rendre à Lima ou à Chimbote.

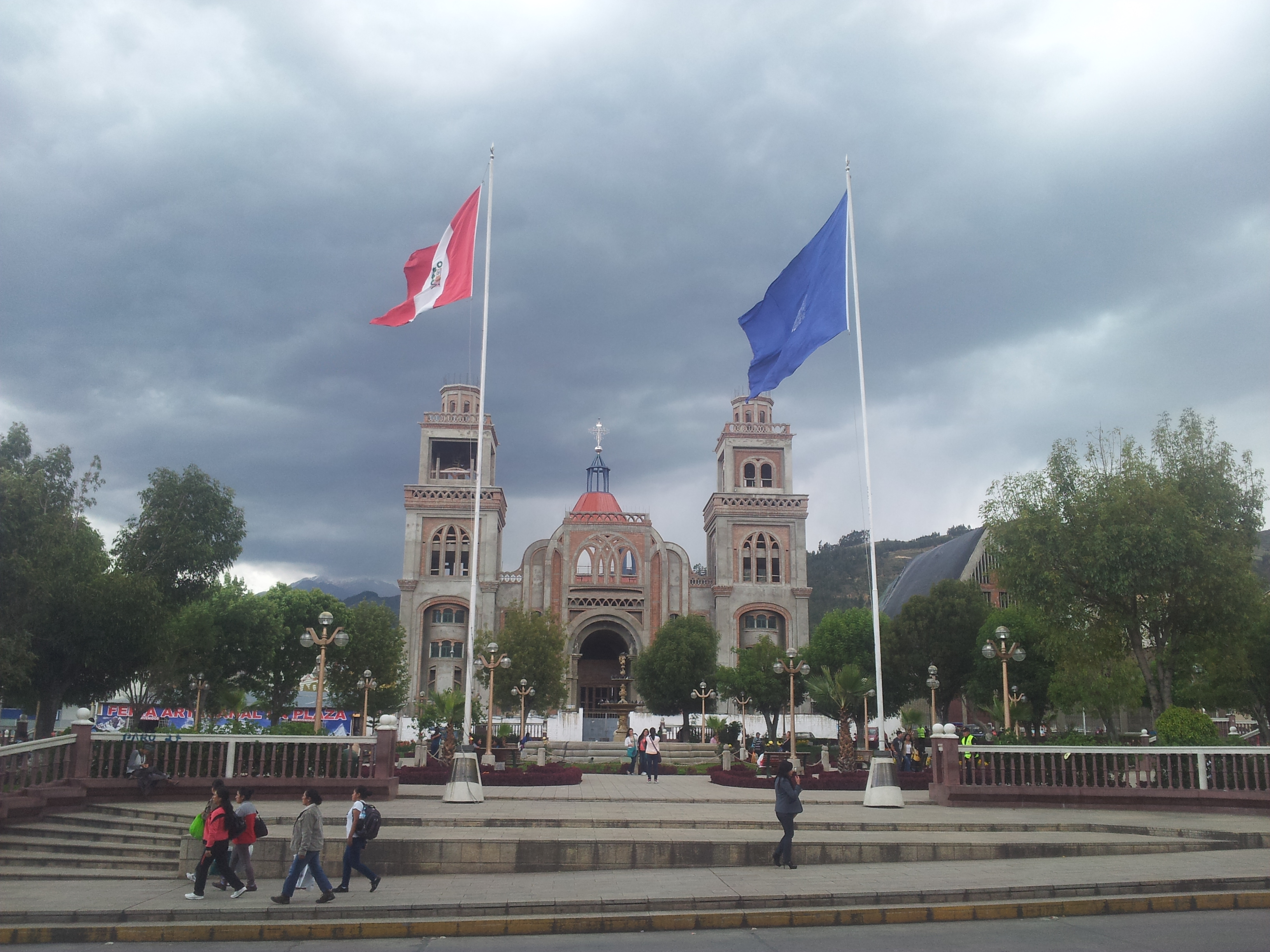
Place principale de la ville.
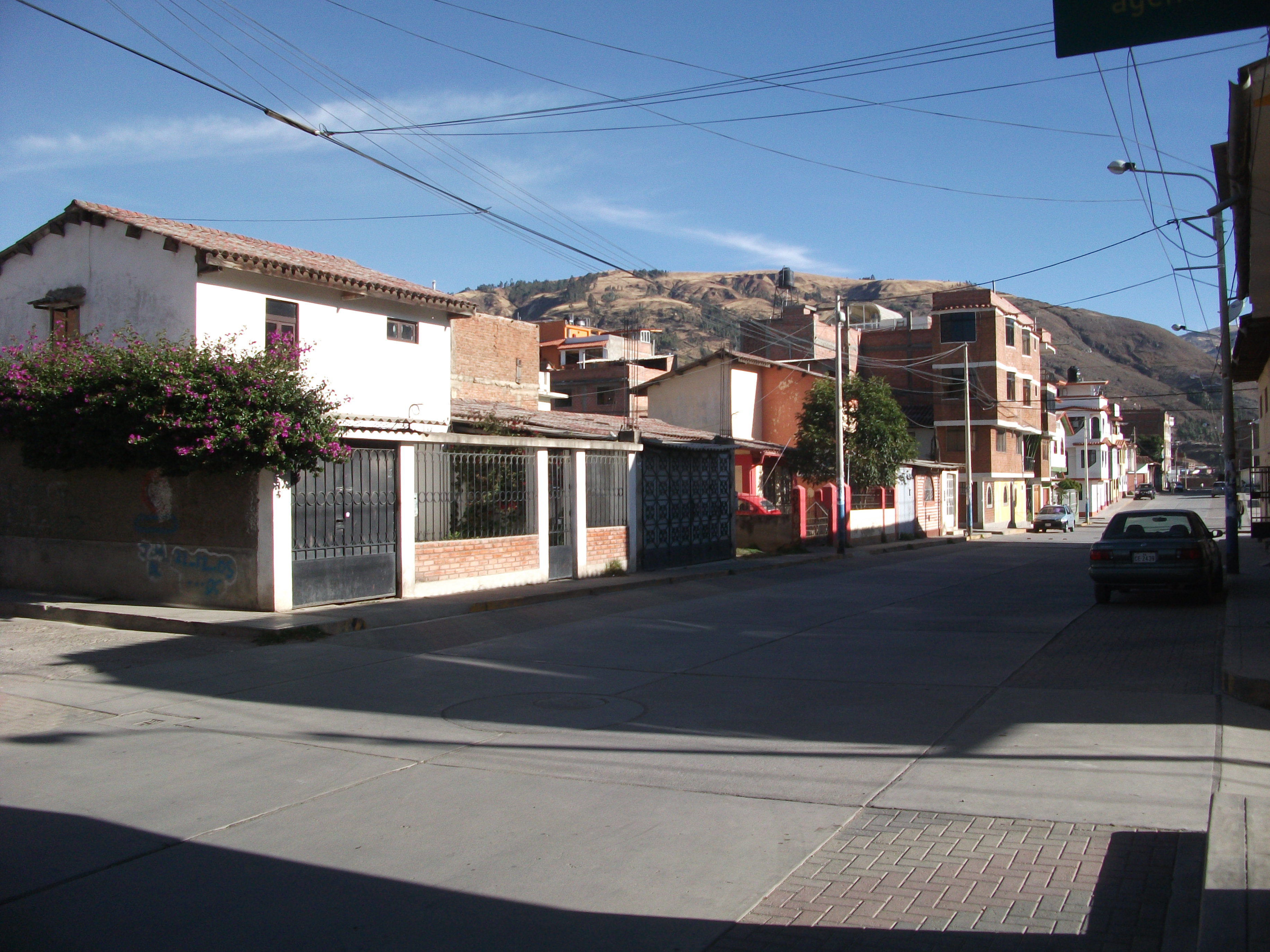
Quartier moderne construit après 1970.
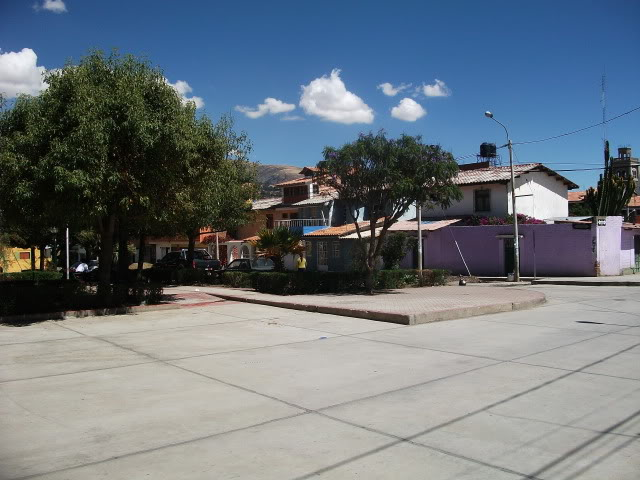
Quartier Belén.
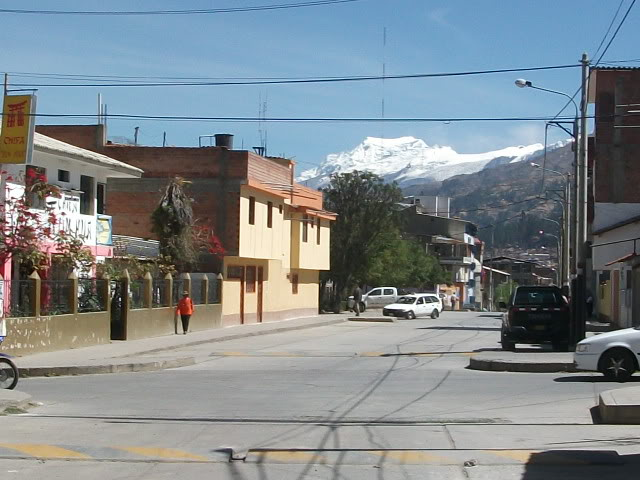
Quartier Simón Bolívar.

#### Transport urbain
Le transport urbain est partagé entre les transports publics et privés. Le transport en commun est constitué d'un système de minibus ou de fourgonnettes, actuellement avec des arrêts établis. Malgré le caractère informel du système, les espaces et les temps d'attente de chaque unité aux arrêts de bus sont respectés. Les lignes définies traversent la ville du nord au sud.
Il y a aussi des taxis individuels ou partagés (les collectivos). Ces derniers remplissent presque la même fonction que les minibus, mais ils ne sont pas nombreux. Les taxis sont marqués de carrés bleus sur chaque porte, tandis que les « collectifs » ont des bandes bleues, ceci afin de les différencier.
En comparaison avec d'autres grandes villes péruviennes ces moyens de transports sont moins chers.

#### Transport aérien

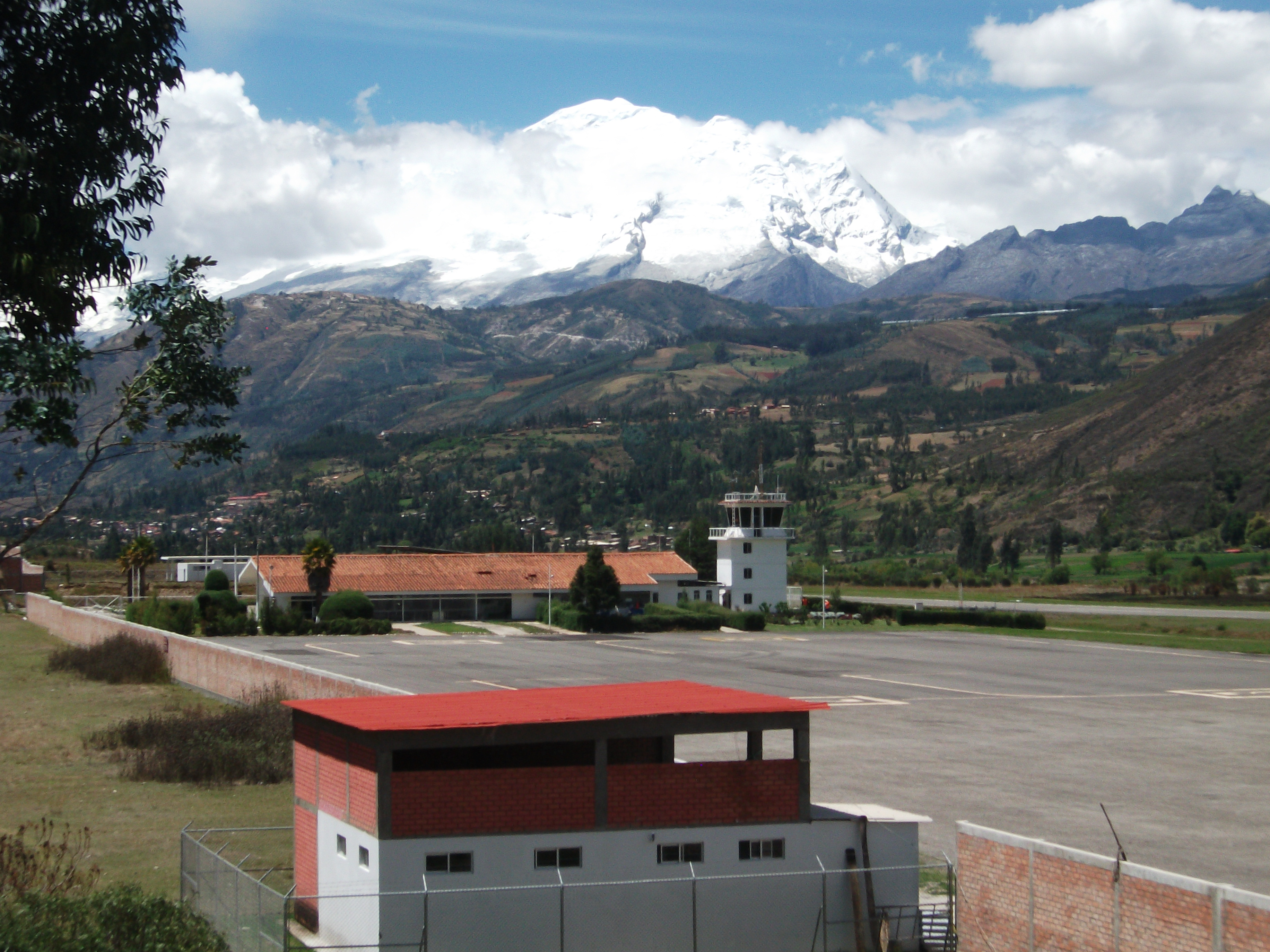
L'aéroport Comandante FAP Germán Arias Graziani.

À 20 km (moins de 40 minutes) au nord-ouest de Huaraz se trouve l'aéroport Comandante FAP Germán Arias Graziani, situé à Anta, où les vols commerciaux quotidiens vers Lima prennent environ 45 minutes. C'est le principal aéroport de la région en termes de transport de passagers.
L'aérodrome dessert aussi les petits avions des deux plus grandes compagnies minières de la région.

## Santé et éducation

### Santé
L'infrastructure sanitaire de la ville de Huaraz comprend l'hôpital  "Victor Ramos Guardia", un établissement du Ministère de la santé (MINSA) qui offre des services diversifiés et hautement spécialisés. Il dessert à la fois les populations urbaines et rurales.
Il y a également l'hôpital ESSALUD, un poste médical de la Croix-Rouge et 3 centres intégrés de santé, d'éducation et d'agriculture (CISEA) situés dans les quartiers de Huarupampa, Nicrupampa et Palmira, qui fournissent des soins de santé primaires.

### Éducation

#### Enseignement supérieur
La promotion de 1961 de l'École Nationale "La Libertad" a déclenché une grève menée par Victor Marcos pour demander une université. En septembre de la même année, les quartiers de Belén, Huarupampa, La Soledad, San Francisco et Centenario ont soutenu cette initiative.
Seize années se sont écoulées, pour que soit enfin créée l'Université nationale Santiago Antúnez de Mayolo (UNASAM).
| Universités à Huaraz (Date de fondation)        | Universités à Huaraz (Date de fondation) | Universités à Huaraz (Date de fondation) | Universités à Huaraz (Date de fondation) |
| Universités nationales.                         | Universités nationales.                  | Universités nationales.                  | Universités nationales.                  |
| Université                                      | Étudiants                                | Siège                                    | Date                                     |
| ----------------------------------------------- | ---------------------------------------- | ---------------------------------------- | ---------------------------------------- |
| Universidad Nacional Santiago Antúnez de Mayolo | 5 600 (2010)                             | Huaraz                                   | 1977                                     |
| Universités privées                             |                                          |                                          |                                          |
| Université!                                     | Étudiants                                | Siège                                    | Date                                     |
| Universidad San Pedro                           | -                                        | Chimbote                                 | 1996                                     |
| Universidad Los Ángeles                         | -                                        | Chimbote                                 | 2004                                     |
| Universidad Alas Peruanas                       | -                                        | Lima                                     | 2008                                     |
| Universidad César Vallejo                       | -                                        | Trujillo                                 | 2013                                     |

#### Enseignement initial, primaire et secondaire
Le plus ancien lycée de la ville est le Gran Colegio Nacional La Libertad, fondé par le maréchal péruvien José de la Mar, alors qu'il était président de la République. La création juridique a eu lieu le 30 janvier 1828, par le député Huaracino de l'époque, Julián de Morales Maguiña Nuna Cochachin. L'enseignement se déroulait initialement dans un couvent qui leur servait auparavant de quartier général.
Cette école distinguée est considérée comme l'Alma Mater de la région parce que dans ses couvents ont été formés la plus grande part de l'intelligentsia régionale, donnant à cette école réputée, l'adhésion et le respect, et la classant comme l'une des principales dans le pays.
Le premier directeur de l'école a été le prêtre, José de María Robles Arnao, prêtre, patriote et héros de l'indépendance.
L'école a commencé à fonctionner dans le couvent des frères franciscains, dans le quartier traditionnel de San Francisco. Y ont été formés, des savants éminents comme Santiago Antúnez de Mayolo ou le docteur Eleazar Guzmán Barrón, qui a participé à l'étude des applications de l'énergie atomique. Marcos Yauri Montero, écrivain lauréat de la Casa de las Américas, y a également étudié.
Les paroles de l'hymne de l'école sont du professeur Alejandro Dextre Sierra et la musique du musicien Huaracino Antonio Guzmán Arenas. Aujourd'hui, l'École, déclarée École Emblématique, continue de contribuer avec honneur à l'éducation et à la culture de la ville de Huaraz, de la région et du Pérou en général.

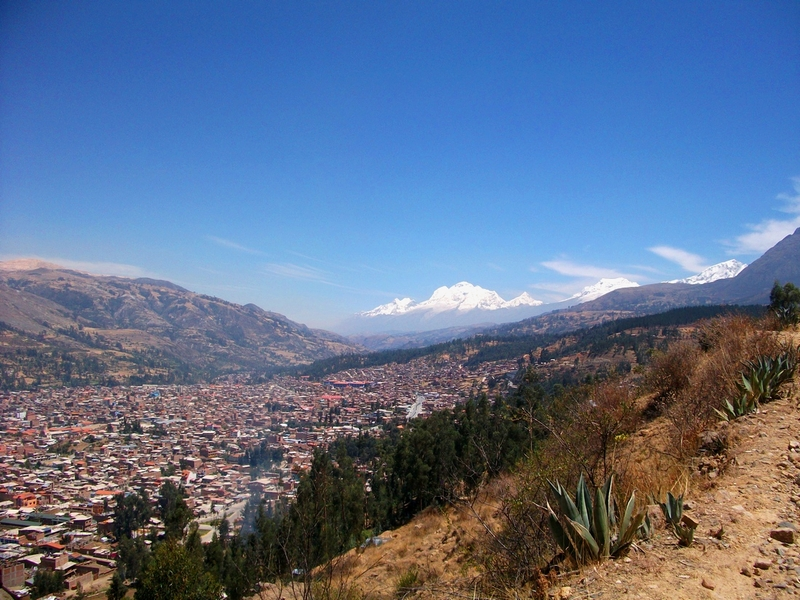
Huaraz entre les deux cordillères.

## Services publics

### Eau potable
L'eau potable consommée par la ville de Huaraz est captée dans les rivières Auqui et Paria, avec une capacité de 5 855 m3 et un débit moyen de 240 l/s. Ceci couvre la demande actuelle (190 l/s), laissant un solde positif de 50 l/s. Pour le stockage, Huaraz dispose de deux usines de traitement : Marian et Bellavista et de six réservoirs situés à Shancayan, Antauco, Batan, Pedregal, Yarcash et Los Olivos. Une usine plus grande est actuellement en construction.

### Énergie électrique
La société Hidrandina est chargée de l'administration de l'énergie électrique dans la ville de Huaraz. Le système de transport de l'énergie électrique est assuré par la centrale hydroélectrique de Huallanca, située dans le Cañón del Pato, et l'approvisionnement en énergie électrique est assuré par la sous-station située à Picup (rive gauche du fleuve Santa), dont la puissance installée est de 5 000 kW. Le service de raccordement à domicile couvre 100 % de la population.

### Alimentation
L'approvisionnement en denrées périssables est assuré par le Marché Central de Huaraz, qui garantit l'approvisionnement en fruits, légumes, poissons, viandes, et qui approvisionne également le reste des villes de la Callejón de Huaylas et la sierra orientale d'Áncash.
Toutefois le secteur informel et le commerce ambulatoire ont provoqué la création désordonnée de marchés et de foires dispersés dans la ville. En conséquence de ce problème, le besoin se fait sentir de préparer un centre d'approvisionnement moderne et efficace dans la zone périphérique de Picup.
D'autre part, il est possible de trouver dans la ville des chaînes de supermarchés comme Novaplaza, Trujillo Mart, Huaraz Market, Market Ortiz.

## Médias

### Médias électroniques
Dans la ville, il est possible de capter toutes les principales stations de radio qui fonctionnent à l'échelle nationale et régionale. Il existe aussi des stations locales qui diffusent des espaces consacrés à l'actualité locale à différentes époques, ainsi que des stations essentiellement musicales : Radio Alegría, Radio Huascarán, Radio Quasar, etc. et autres stations spécifiques consacrées aux informations sportives ou économiques : Radio Programas del Perú et Radio Nacional.
Le nombre de chaînes de télévision s'est multiplié, il y a 13 chaînes de télévision, 5 locales et 8 nationales ; il y a aussi des chaînes payantes telles que Cable Andino, Movistar TV, Claro TV et DirecTV.
Huaraz a de nombreux journaux locaux et trois chaînes de télévision locales qui fonctionnent tôt le matin. La plupart des médias sont situés autour de la place principale de la municipalité de Huaraz et diffusent des informations pendant la journée. L'information gouvernementale provient du bureau Imagen.
Les chaînes trois et treize sont les chaînes de télévision locales qui fonctionnent le matin.

### Presse
Les journaux régionaux publiés dans la ville sont Diario YA, Prensa Regional et "Diario Expresión. La plupart des journaux nationaux comme El Comercio, Peru 21 et Correo peuvent être achetés tôt le matin car ils arrivent de Lima.
Depuis avril 2012, The Huaraz Telegraph, un journal de langue anglaise destiné à la communauté étrangère résidant dans la ville, a été mis en circulation. Gratuit, il est lu par les étudiants des écoles de langues et les touristes.
Il existe de nombreuses imprimeries, dont la plupart sont spécialisées dans les cartes de visite et les dépliants. Le service postal national se trouve sur la Plaza de Armas.

## Patrimoine

### Patrimoine culturel
- Musée archéologique d'Ancash : dans ce musée il y a une importante collection de pierres de la culture Recuay, ainsi que des céramique et des textiles des cultures pré-inca de Chavín, Huaraz Blanco sur Rojo, Mochica, Wari et Chimu. Ce musée possède l'un des plus grands parcs de monolithes d'Amérique.
- Sanctuaire du Seigneur de la Solitude : situé sur la place du Seigneur de la Solitude (soledad), reconstruite après le tremblement de terre de 1970, il conserve l'image du Seigneur de la Solitude, saint patron de la ville de Huaraz, dont l'image remonte à la fondation espagnole de la ville au XVIe siècle.
- Vestiges archéologiques de Waullac : situé à 2 kilomètres à l'est de Huaraz, Waullac est un site archéologique datant de la période pré-inca et appartenant à la période Huari (600 ap. J.-C.). Ce serait un lieu d'usage funéraire composé de cinq structures de pierre qui ressemblent à de petites niches. Le site est  entouré de grandes prairies avec vue sur les sommets enneigés et les montagnes.
- Huilcahuaín : est à 7 km au nord-est de Huaraz. Il s'agit d'un échantillon de l'architecture Huari. Les bâtiments sont parcourus d'un réseau de galeries utilisées comme catacombes.
- Rue José-Olaya : rue qui conserve sa structure typique qui n'a pas été détruite lors du tremblement de terre de 1970. Le dimanche, il y a un festival gastronomique.
- Marchés : dans les rues qui entourent le marché des fermiers, il y a des paraditas (marchés de rue) où des vendeurs locaux proposent des produits artisanaux tels que des ponchos, des textiles d'alpaga (tapis, pulls, etc.), des bijoux en étain, cuivre et argent, des cuarteados (un dessert typique de la ville de Caraz faite en mélangeant blanc-manger et gâteau aux fruits), des boîtes de blanc-manger (manjarblanco), beurre, fromage, miel, jambons fumés et salés, etc.

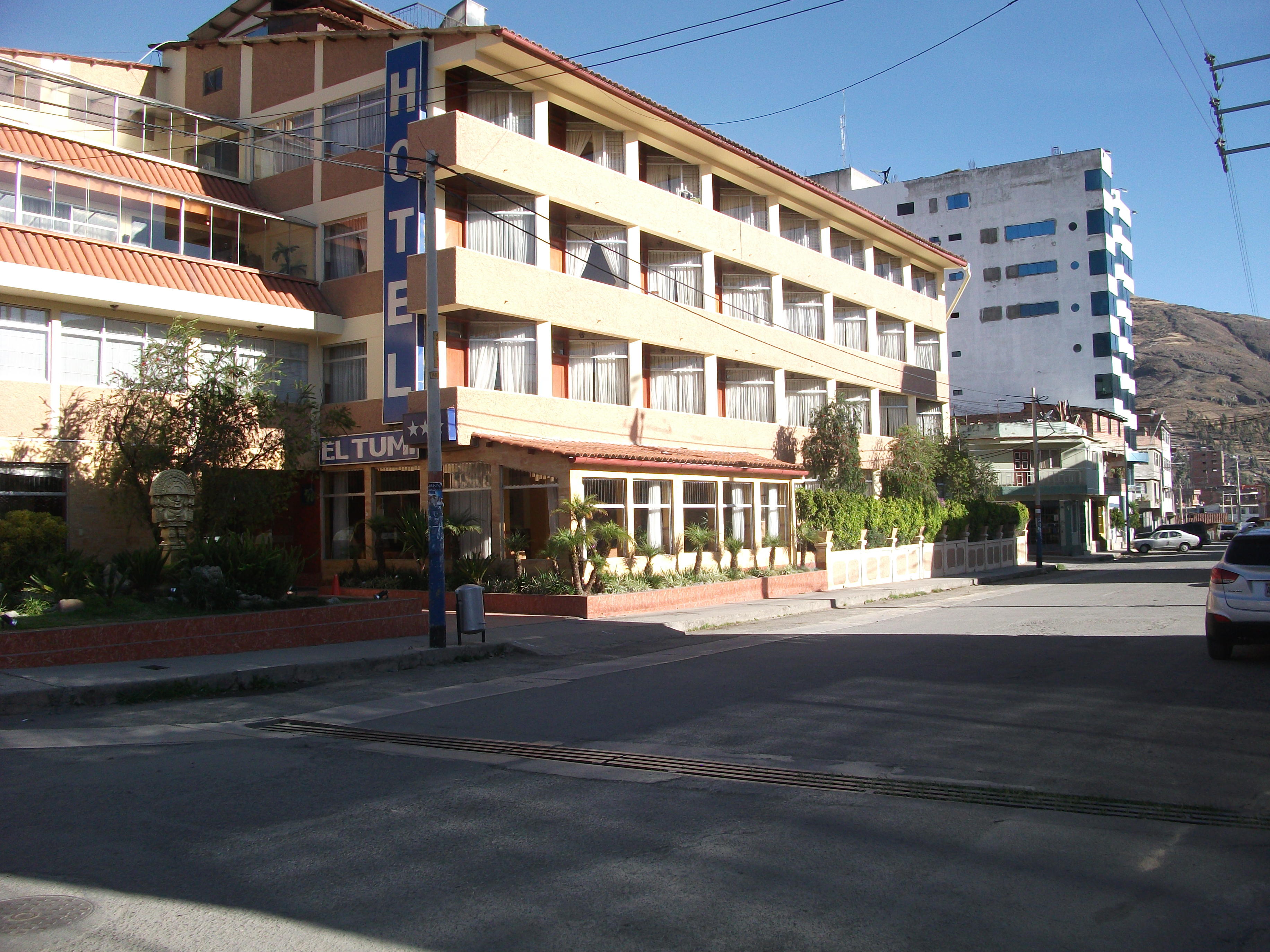
Hôtel dans le centre-ville.

En 2007, la ville de Huaraz, et donc la Callejón de Huaylas, a été désignée "paradis naturel du monde" lors des Swiss Tourism Awards 2007, remis à Lugano (Suisse). Huaraz est surnommée la " Suisse du Sud " en raison des sommets de montagne visibles depuis le centre-ville.
Mais à l'intérieur de Huaraz, il y a aussi quelques sites touristiques à visiter :
- Place principale de Huaraz (Plaza Mayor) : c'est le site fondateur de la ville, c'est le principal espace public de la province, ainsi que le point de rencontre où converge une grande partie de la population. Il a fait l'objet de plusieurs remodelages, le dernier a eu lieu en 2008, imitant les mêmes caractéristiques que la vieille place avant le tremblement de terre de 1970. Il est entouré par les bâtiments de la Cour supérieure de justice d'Áncash au nord, à l'ouest le ministère de la Culture et la municipalité provinciale de Huaraz, qui sont également flanqués de portails, à l'est se trouve la cathédrale de Huaraz et le Tabernacle San Sebastián.

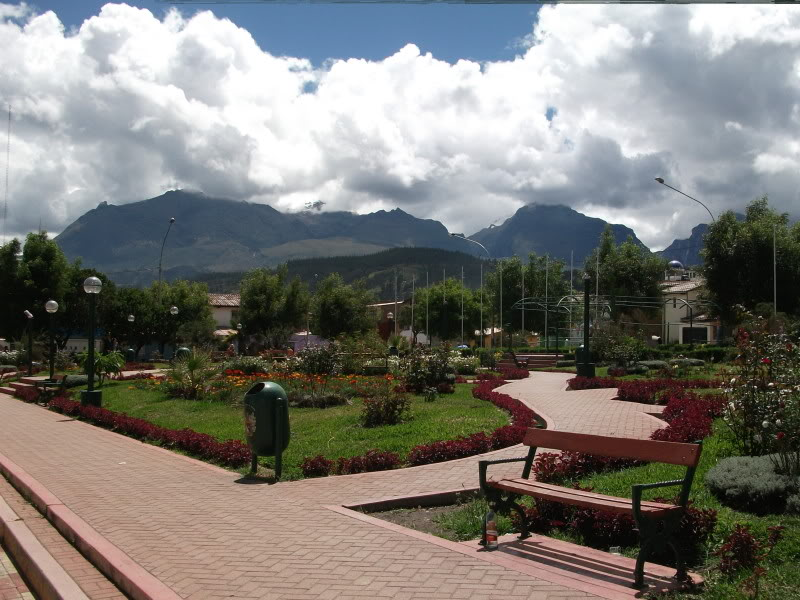
Parc de l'Amitié.

- Place Belén : Ce parc est situé dans le quartier du même nom, est en face de la paroisse de Notre-Dame de Bethléem, est le point de rencontre par excellence de la jeunesse de Huaraz, surtout le week-end.
- Parc de l'Amitié internationale : connu sous le nom populaire de "parc des Poulets", c'est l'un des plus récents parcs de la ville, orné des drapeaux de tous les pays, par temps clair il est possible d'observer les montagnes enneigées de la Cordillère Blanche.
- Parc FAP : situé dans le faubourg de la Soledad, il a été construit après le tremblement de terre de 1970, en l'honneur du travail développé par les Forces Aériennes Péruviennes qui ont apporté leur soutien aux victimes. Ce parc est planté de pins et de cyprès.
- Alameda Grau : flanqué par des chênes verts, situé dans le quartier de San Francisco, c'est une avenue qui relie ce quartier avec le centre-ville. Sur la droite du centre commercial sont situés le Collège national de La Libertad et l'Église de l'Esprit Saint. Ce centre commercial s'étend d'ouest en est, entre Gamarra Avenue et Pumacayan Hill.
- Parc Santa Rosa : situé dans le quartier de Huarupampa, en face de ce parc se trouve l'évêché de Huaraz.

### Patrimoine naturel

#### Flore

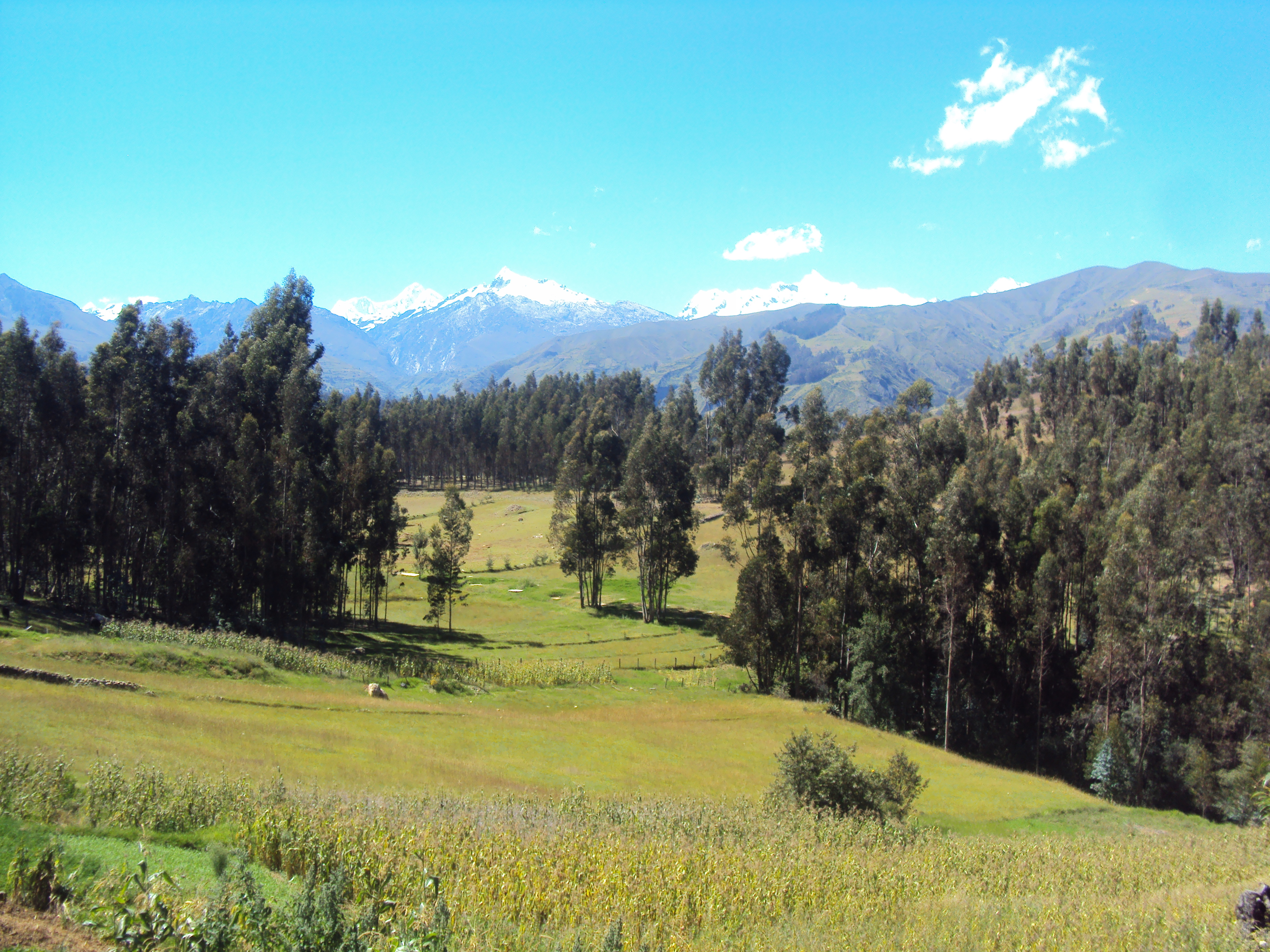
De vastes prairies et forêts d'eucalyptus et de pins entourent la ville.

De vastes prairies et forêts d'eucalyptus et de pins entourent la ville de Huaraz. Le territoire de Huaraz a un grand potentiel de forêts et de terres pour les plantations forestières et les reboisements, dont se distinguent de vastes forêts d'eucalyptus et de pins, produits de la reforestation dans les années 1990 ; Il est à noter la présence d'autres arbres dans une moindre mesure, tel que le schinus, le tara, le coqueret du Pérou, queñuales, le quishuar, le noyer, l'aulne, le saule, le cyprès et les genêts... Le bois de ces forêts est utilisé pour l'exploitation minière, le logement et le bois sculpté artisanal.

#### Faune
La faune autochtone est composée d'une multitude d'espèces animales qui habitent les différents étages altitudinaux de la ville. Parmi les mammifères se trouvent la belette, la mata, le chat des Andes, l'ours à lunettes, le puma, la taruca, la vigogne aux étages les plus élevés, la viscache, le renard, l'opossum.
Il y a aussi une grande diversité d'oiseaux : les rapaces comme le busard Saint-Martin, le condor, le canard à queue pointue, le canard huppé, le chardonneret, la mouette des Andes, le sterne, les colibris, la grive, le bruant des Andes.

#### Sites naturels des environs
- Parc national de Huascarán : il est situé dans la Cordillère Blanche, sur les hauts plateaux centraux du Pérou, dans les hauteurs de la Callejón de Huaylas et dans la Sierra Oriental de Áncash de la région du même nom. Les sommets de la région ont été pendant de nombreuses décennies le terrain d'entrainement pour les alpinistes qui prévoyaient de futures expéditions dans l'Himalaya.
- Thermes de Monterrey : à 7 km de Huaraz, elle dispose de piscines et de bassins individuels, ses eaux souterraines d'origine volcanique ont des propriétés médicinales. L'endroit est entouré de forêts, il y a des lodges et quelques hôtels haut de gamme.
- Lagune de Churup : à 28 kilomètres à l'est de Huaraz, fait partie du Parc National de Huascarán, la lagune est entourée de forêts de quenuals, quisuares et ichu. Vous pouvez observer des espèces de la faune andine. Ainsi que les montagnes enneigées de la Cordillère Blanche.
- Lagune de Willkacocha : En raison de sa situation géographique, elle constitue un point de vue exceptionnel sur la Cordillère Blanche depuis la Cordillère Noire. Du pont de Santa Cruz à quelques kilomètres au sud de Huaraz et en traversant la ville du même nom, vous pouvez marcher 3 km[27].

Le « trekking pré-inca » est le plus populaire dans la région, avec son sentier pavé qui mène à Chavin car il utilise des lamas pour le transport du matériel pendant le trek.

### Festivités
Huaraz est une ville où la foi chrétienne catholique prévaut, pour cette raison, les festivités qui ont lieu pendant la Semaine Sainte et le mois de mai se distinguent :

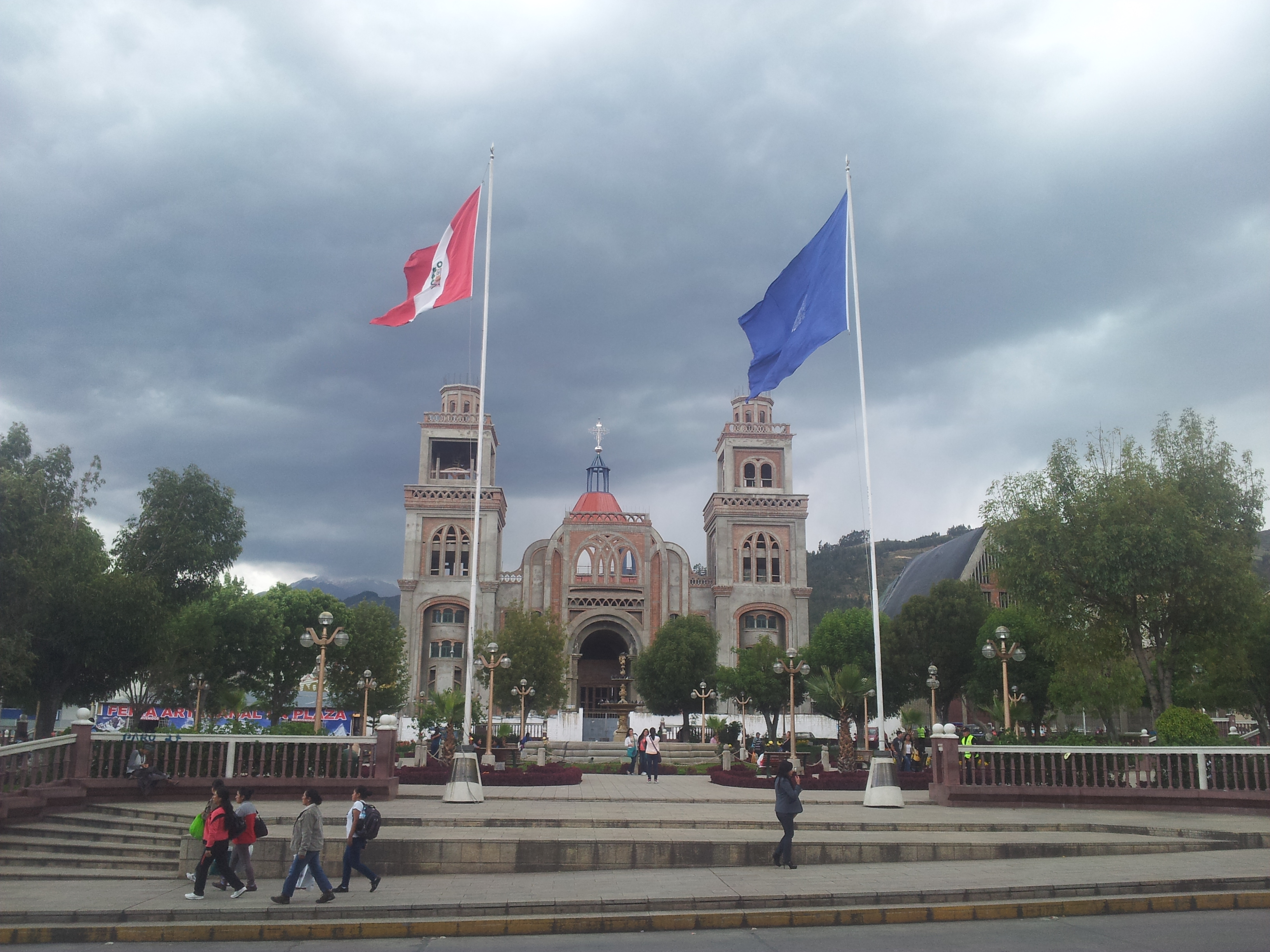
Une nouvelle cathédrale a remplacé celle détruite en 1970.

- Semaine Sainte : Après la reconstruction des ravages du tremblement de terre de 1970, les Huarasinos ont tourné leur regard vers leurs fibres ancestrales et pour donner une valeur ajoutée à leur culture métissée, sans pour autant marginaliser les nuances andines. Ces célébrations longues et pittoresques, sont fréquentées par des foules de croyants et de visiteurs venant de Lima ou Trujillo, ou même de l'étranger. Certains participants portent des vêtements datant des premières années de l'ère chrétienne[28].
- Vierge de Huata
- Vierge du Rosaire
- Saint-Domingue de Guzmán
- Seigneur de la solitude
- Saint François d'Assise
- Seigneur des Miracles.
- Noël
- Vierge Belenita
- Semaine andine : El Callejón de Huaylas abrite la plus haute chaîne de montagnes tropicales du monde, incluse dans le Parc national Huascarán, Patrimoine naturel de l'humanité et noyau de la Réserve de biosphère Huascarán, une des trois seules réserves de biosphère du Pérou. Ses montagnes ont toujours été l'une des destinations les plus visitées par les sportifs extrêmes du monde entier.

C'est dans ce contexte que « La Semana del Andinismo » est née dans les années 1980 d'une initiative privée, captant dans chaque édition l'attention de tout le Pérou et positionnant Callejón de Huaylas comme un lieu de sports d'aventure par excellence. Des athlètes de haut niveau de différents pays se rencontrent à Ancash pendant la Semaine andine pour concourir dans les disciplines de l'escalade naturelle ou artificielle, du VTT, du parapente, du deltaplane, du ski, du snowboard, du saut à l'élastique et du canoë.

## Sports et loisirs

### Football
Comme dans tout le Pérou, le football est le sport le plus populaire à Huaraz. Le stade Rosas Pampa est le site principal des matches de football comme ceux de la Ligue péruvienne de football. Ce stade a une capacité de 20 000 places. L'équipe de football la plus représentative de la ville est Sport Ancash, la seule équipe de Huaraz à participer à la ligue péruvienne de football de 2004 à 2013.
| Clubs de football |                 |                   |                              |
| Équipe            | Fondation       | Stade             | Ligue                        |
| Deportivo Belén   | 28 janvier 1938 | Stade Rosas Pampa | Coupe du Pérou               |
| Sport Rosario     | 4 octobre 1965  | Stade Rosas Pampa | Première division péruvienne |
| Sport Ancash      | 22 avril 1967   | Stade Rosas Pampa | Seconde division péruvienne  |

À noter également la performance du club Sport Rosario qui a atteint le stade régional de la Coupe du Pérou en 2007, répétant la même performance en 2016, obtenant la promotion à la première division du football péruvien. Dans la ville il y a des terrains dispersés pour la pratique de ce sport.

### Autres sports
Le football est l'un des sports les plus pratiqués dans la ville. Cependant d'autres sports s'y pratiquent aussi comme le basket-ball et le volley-ball, surtout chez les femmes. De plus, le tennis est représenté dans la ville.
Les sports d'aventure sont devenus populaires dans la ville avec l'essor du tourisme, en particulier chez les jeunes, notamment le parapente, le deltaplane, le trekking, le lama trekking, l'escalade, le rafting, le canoë, le VTT, le moto-cross, la descente en rappel, la luge. Le saut à l'élastique se pratique du plus haut pont traversant la Santa. Les sports d'hiver comprennent l'alpinisme, le snowboard, le ski. L'alpinisme et les randonnées aux sommets locaux Ratakinwa, Pukaventana et Pastururis ont également fréquentes.
D'altitude élevée et entourée de grands sommets de la Cordillère Blanche, ce qui en fait le point de départ de courses difficiles, la ville a été appelée la "Mecque de l'alpinisme",, au même titre que des villes européennes comme Chamonix, Zermatt, ou encore La Bérarde et sa voisine Saint-Christophe-en-Oisans.

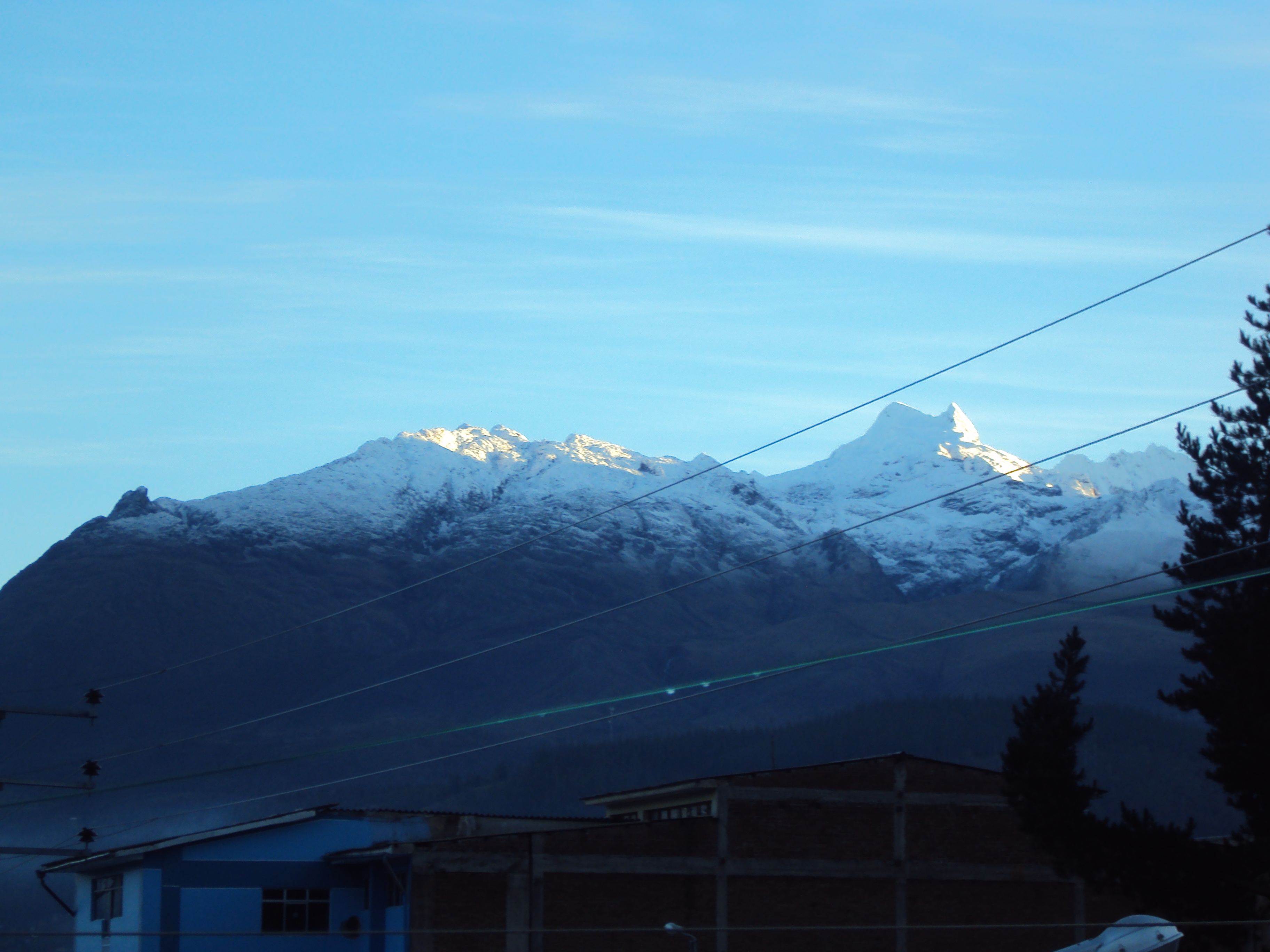
Pics enneigés de la Cordillère blanche.
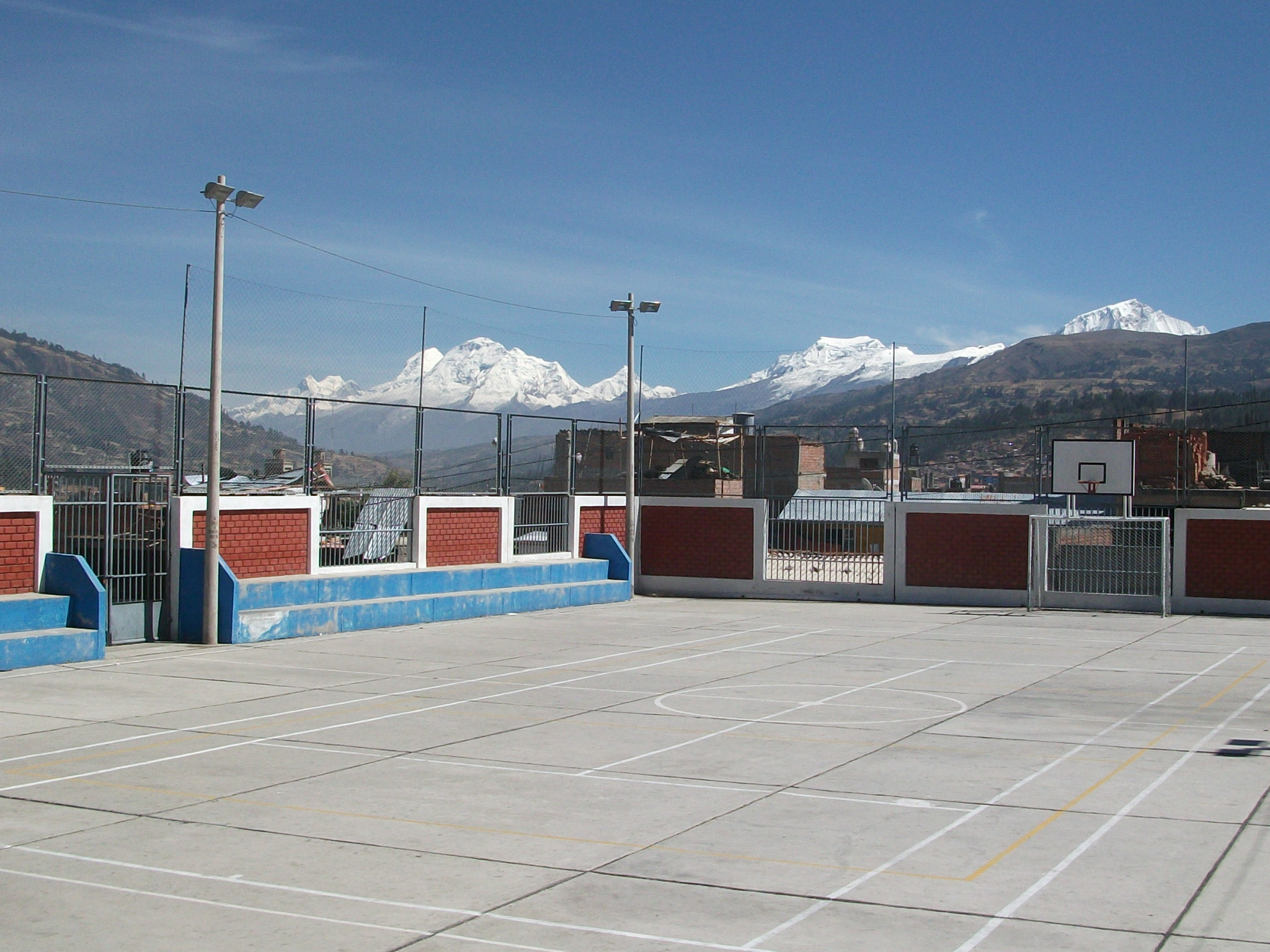
Monts Huandoy, Huascarán, Copa et Vallanaraju au nord est de Huaraz.
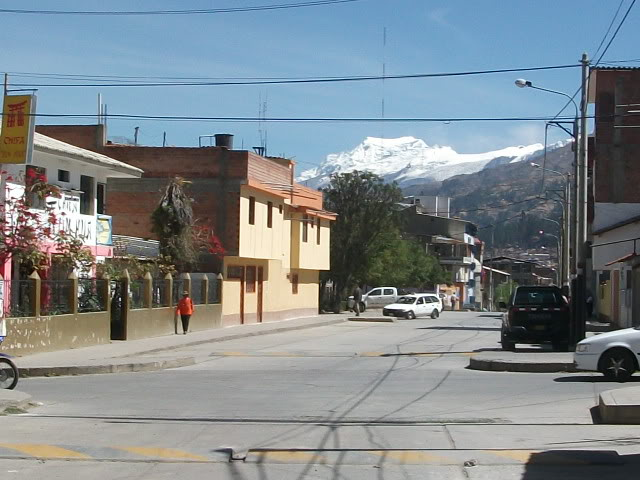
La cordillère blanche vue depuis le Jirón Simón Bolívar.

### Installations sportives
Le stade Rosas Pampa est le lieu le plus important pour la pratique du football. La ville dispose également d'un Colisée Fermé, spécialement conçu pour le basket-ball et le volley-ball, ainsi que de différentes activités culturelles. D'autres sites tels que Lawn Tennis qui est en cours de rénovation, pour la pratique de ce sport.
Dans les environs de la ville il y a des enceintes pour la pratique de l'escalade comme celle du mur d'escalade de Monterrey.

## Culture

### Musée et arts
Huaraz abrite quelques musées. En face de la place principale se trouve le musée archéologique d'Ancash. Ce musée présente trois niveaux divisés en quatre salles, et dans chacune d'elles, il y a une exposition des manifestations culturelles réalisées par les différents groupes humains qui ont habité la région d'Ancash. Dans ce musée se trouve le Parc Monolithique, considéré comme le plus grand parc de monolithes d'Amérique du Sud. Le Musée est aussi le siège de la Direction Régionale de la Culture, du Ministère de la Culture à Áncash. Il est situé sur la Plaza Mayor.
Huaraz dispose de plusieurs équipements culturels, y compris la bibliothèque municipale publique, située au centre de la ville. Huaraz est aussi le siège du nouveau Centre Culturel de Huaraz qui a ouvert ses portes en 2012 et est considéré comme l'un des plus grands théâtres du Pérou. On y pratique diverses activités culturelles telles que le théâtre, des récitals de piano, des ballets, l'opéra, des expositions et projections de films pendant le week-end.

### Littérature
Huaraz est une ville riche en contenu littéraire écrit tout au long de son histoire républicaine, en particulier pour raconter diverses histoires, des légendes largement compilées par le célèbre professeur Huaracino Marcos Yauri Montero et qui font également partie de la mythologie de la vallée des Huaylas. Beaucoup de ses légendes traitent d'êtres imaginaires du monde andin, avec un accent particulier sur la narration de l'histoire de la création des villes et villages de la Callejón de Huaylas, ainsi que de la formation des montagnes, lacs, rivières et montagnes enneigées. L'histoire de Wandoy et Huáscar est bien connue et raconte comment la Cordillère Blanche s'est formée, entre autres.

### Cinéma et théâtre

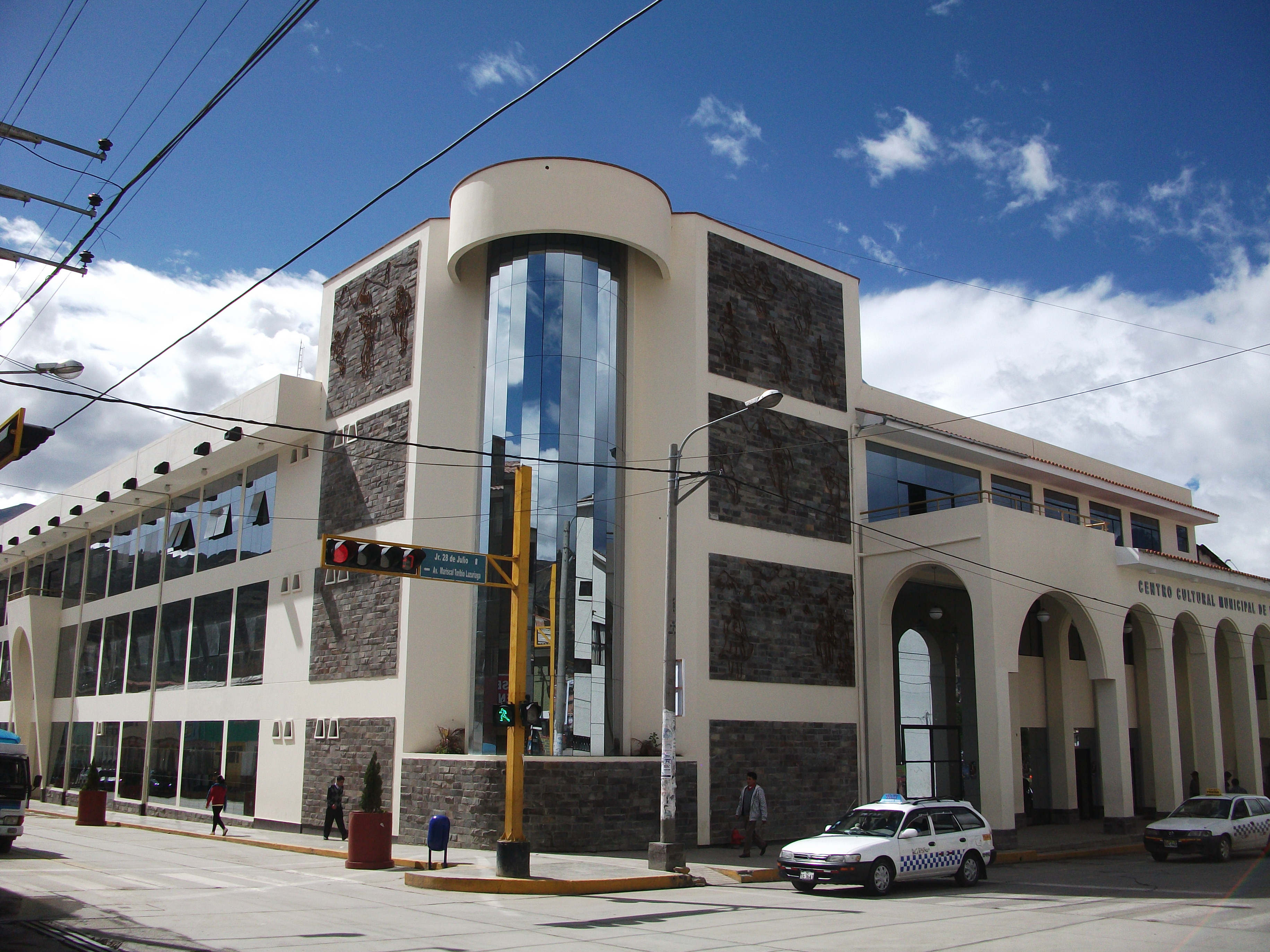
Centre Culturel et Théâtre Municipal de Huaraz.

Depuis le milieu du XXe siècle, Huaraz est une ville cinéphile. Cependant, à la fin des années 1990, la mauvaise administration et la désaffectation ont entraîné la fermeture définitive de deux cinémas. Aujourd'hui, la station de radio Huascarán n'est que le siège de la station de radio du même nom, tandis que les locaux du cinéma Áncash sont occupés par une entité publique.
Cependant, avec l'inauguration du Centre Culturel, plusieurs films ont été projetés pour la première fois, ce qui a encore une fois attiré l'attention des jeunes Huaracinos pour le cinéma.
En août de chaque année, la ville de Huaraz accueille le Festival international du film de montagne et de l'environnement INKAFEST, afin de promouvoir la conservation de l'écosystème andin. Ce festival présente des documentaires de différentes durées sur des sujets allant de l'alpinisme et de l'escalade à d'autres sports d'aventure comme le parachutisme, sans oublier les autres productions qui racontent le style de vie ancestral et la culture andine.

### Loisirs et vie nocturne
La vie nocturne dans la ville de Huaraz a toujours été intense. Ces dernières années, la ville a développé une offre variée de discothèques, de pubs et de restaurants où l'on peut goûter à tout, de la cuisine régionale ou créole à la Novoandina et la cuisine internationale.
Le centre de la ville, depuis le début du boom touristique, a été la zone préférée des touristes ainsi que de la population jeune, en termes de loisirs et de divertissement, bien que depuis sa création cette zone a été fortement critiquée pour ne pas avoir été planifiée correctement sans aucune directive, et bien que le débat continue jusqu'à aujourd'hui, ce domaine a été consolidé dans un environnement cosmopolite, par la présence des restaurants, bars, discothèques ainsi que boutiques souvenirs et artisanat dans le contour du parc de Genève et le Parc du Journaliste. La région est aussi devenue une sorte de "quartier hippie".
Au cours de la dernière décennie s'est développée la zone de Barranquito (allusion à un quartier de Lima) dans le centre de la ville, qui se distingue par la présence d'un grand nombre de discothèques et de bars, dont les plus célèbres sont El Tambo et Makondos.
Une autre zone qui s'est également étendue ces dernières années est Belén. L'offre gastronomique a augmenté en raison de la présence d'un grand nombre de restaurants, pizzerias et pubs, qui se caractérisent par un style andin et chill-out, ainsi que des supermarchés, boutiques, hôtels, etc.
La région a tendance à avoir une atmosphère cosmopolite pendant les périodes de plus grand mouvement touristique, comme dans d'autres grandes villes du Pérou.

### Institutions culturelles et académiques
- Universidad Nacional Antúnez de Mayolo, qui forme des professionnels depuis 1976, recteur fondateur : César Carranza Saravia.
- Le Colegio Nacional historique "La Libertad", fondé par le Président La Mar en 1828. Il a été proposé d'être un COAR, Colegio de Alto Rendimiento.
- Direction régionale décentralisée d'Áncash.
- Académie de langue quechua, région d'Ancash.
- Association des écrivains et poètes d'Ancash, fondée le 20 janvier 1985[38].
- Institut national de recherche sur les écosystèmes des glaciers et des montagnes, fondé en décembre 2014. Il permet la recherche scientifique et technologique sur les glaciers et les écosystèmes de montagne au Pérou.

### Cuisine
La cuisine de Huaraz est considérée comme l'une des plus reconnues dans les Andes péruviennes. Parmi les plats les plus populaires sont le Picante de Cuy (cochon d'Inde rôti dans une sauce d'épices rouges, servi avec des pommes de terre bouillies), la Llunca de gallina (soupe de poulet préparée avec du blé gras et des épices jaunes), Charqui de Chancho et res (porc et bœuf rôtis, salés et séchés), Pachamanca (un plat préparé sur le terrain avec des pierres chaudes, de différentes sortes de viandes comme le bœuf, le poulet, le porc avec du maïs cuit et des pommes de terre), le Pataska (soupe chaude, faite de maïs cuit et de peau de porc ou de bœuf), le Ceviche et le Chocho (poisson cru mariné dans du jus de citron servi avec du chocho, un légume typique), le Jamón Huaracino (jambon salé et sec).
Il y a des desserts comme l'Api de Calabaza (crème sucrée à base de citrouille écrasée) et des boissons comme la Chicha de Jora (maïs jaune acide).
On peut aussi citer les Chicharrones, truites frites, les Tamales, Pecan Caldo (bouillon de tête en Quechua), etc. Le jambon Huaracino mérite une mention spéciale, un type de jambon de montagne, qui se compose d'une cuisse de porc macérée et assaisonnée de sel, servi avec salade.

## Personnages célèbres
- Sarita Colonia (1916-1940), péruvienne à qui on attribue la capacité de réaliser des miracles

Militaires

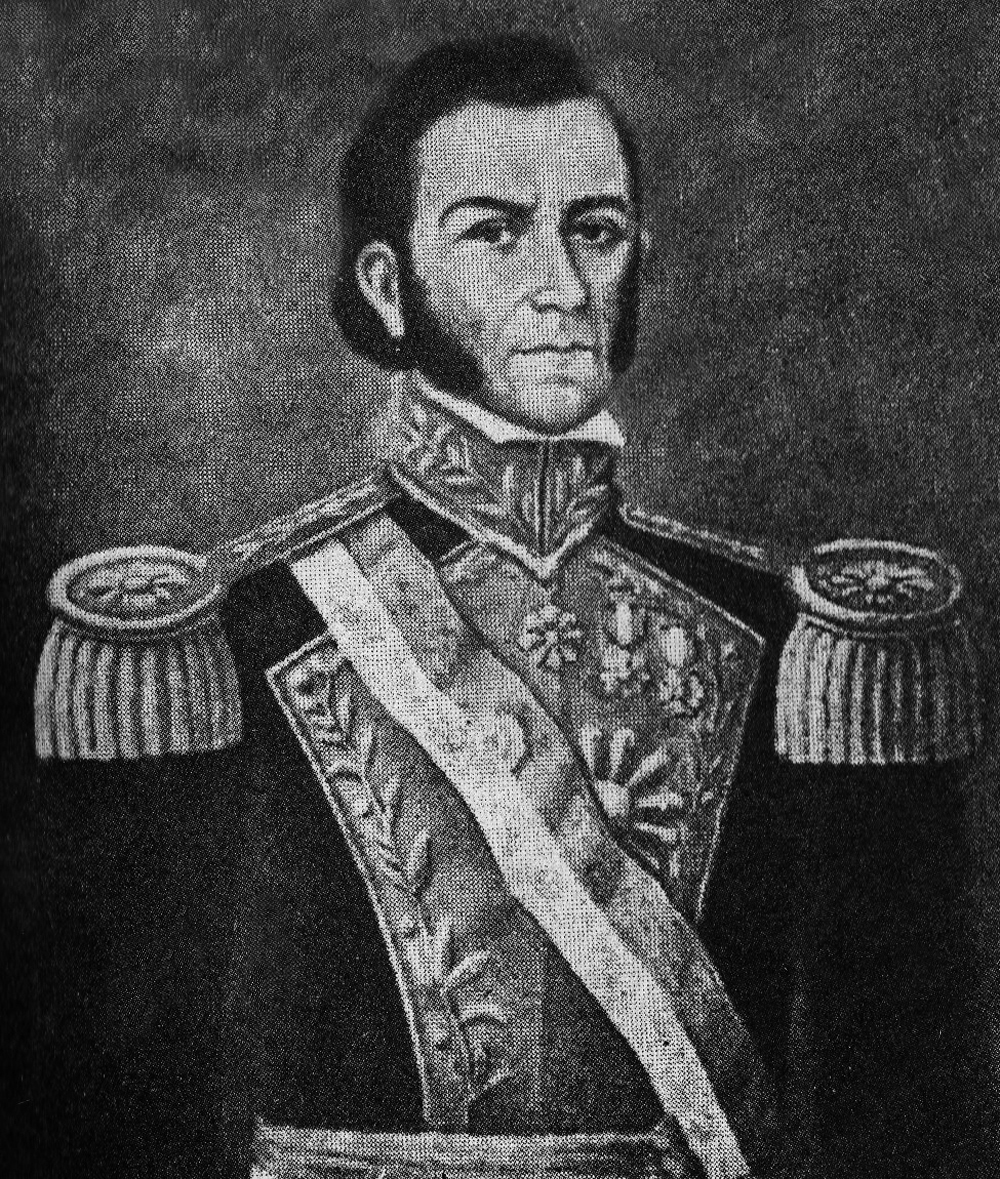
Toribio de Luzuriaga, l'un des dix-sept commandants qui ont obtenu l'indépendance du Pérou.

- Toribio de Luzuriaga - Militaire qui a participé à la guerre d'indépendance de l'Argentine et du Pérou, élevé au grade de Grand Maréchal.
- José María Robles Arnao y García - Protecteur de l'indépendance du Pérou, aumônier de l'Armée libératrice du Pérou.
- Pedro Pablo Atusparia - Dirigeant autochtone, il a mené la Rébellion paysanne de Huaraz en 1885.
- Manuel Eulogio del Río Mejía - Sergent-major de l'armée péruvienne, mort au combat pendant la bataille de Huamachuco.
- Viviano Paredes - Enfant héros pendant la guerre du Pacifique.

Beaux-arts et sciences humaines
- Ladislao Meza Landaveri - Écrivain et associé de José Carlos Mariátegui.
- Patricio del Río - Écrivain, éducateur et peintre, il a publié plusieurs ouvrages sur les mathématiques, tandis que ses tableaux les plus remarquables sont "La Paz", "San Francisco de Asís" et la copie des "Funérailles d'Atahualpa".
- Teófilo V. Méndez Ramos - Professeur et poète représentant le modernisme à Ancash.
- Marcos Yauri Montero - Compilateur de littérature orale, étudiant de culture populaire, romancier et enseignant.
- Carolina Infante - Actrice, sa filmographie souligne sa participation au film Diarios de motocicleta (Journal d'une motocyclette) qui a remporté un Oscar.
- Rosa Cerna Guardia - Écrivain et poète.
- Juan Cadillo León - Enseignant et ingénieur système. Remarquable et récompensé pour son travail dans les écoles rurales en utilisant des techniques multimédias qu'il a développées sans le soutien de l'État. Il a été reconnu comme l'un des 50 meilleurs enseignants au monde par le Global Teacher Prize en 2017 et l'un des 20 enseignants les plus influents de la dernière décennie au Pérou (2019).

Politique
- Manuel Villarán Loli - Protecteur de l'indépendance ; signataire de l'Acte d'indépendance du Pérou ; vice-recteur du Séminaire de Santo Toribio de Lima, où il a effectué des réformes similaires à celles menées par le Dr Rodríguez de Mendoza dans la prison de San Carlos. Il a été orateur sacré, homme politique, ministre d'État et curé de la paroisse de San Lázaro.

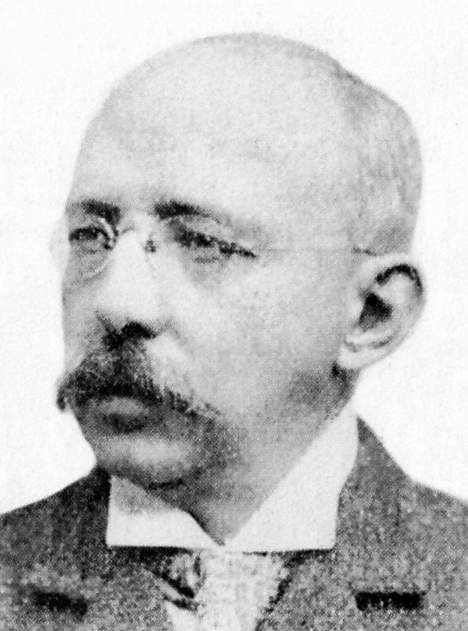
Germán Schreiber.

- Germán Schreiber - A été président du Conseil des ministres du Pérou en deux mandats.
- Antolín Robles y Lugo - Membre notoire du Parti civil et magistrat de la Cour suprême de justice du Pérou en 1901.
- Carlos Philipps - Membre du Parti Aprista péruvien, exécuté après avoir avorté la rébellion Huaraz Aprista en 1932.
- José de Larrea y Loredo - Député et premier président du congrès constitutif du Pérou en 1822.
- Germán Schreiber Waddington - Ministre des Finances et du Commerce (1907-1908, 1910 et 1914-1915) et Président du Conseil des Ministres (1910 et 1914-1915). Il a également été député de Huaraz et sénateur d'Ancash.
- Carlos Alberto Izaguirre - Avocat, était député et sénateur de la république.
- Alejandrino Maguiña - Philosophe, il a été ministre du gouvernement et de la police en 1919, ministre de la justice, du culte et de l'instruction et président du Conseil des ministres (1924-1926).
- Carlos González Loli - Député de Áncash dans la période 1950-1956. Il a promu la création de la province d'Antonio Raymondi et fondateur du Club Áncash, avec Armando Artola del Pozo.

Science
- Benjamin Morales Arnao - Ingénieur spécialisé en glaciologie et ressources en montagne.
- Federico Sal y Rosas - Psychiatre. En 1921, il fonde le "Centro Cultural Luzuriaga" à Huaraz. Il a étudié en profondeur la psychiatrie folklorique et la médecine populaire péruvienne. Il est considéré comme l'un des pères de la psychiatrie péruvienne.
- César Carranza Saravia - Diffuseur des mathématiques modernes, disciple de Nicolás Bourbaki, recteur fondateur de l'Université nationale Santiago Antúnez Mayolo de Huaraz.

Alpinisme
- Augusto Ortega Pacheco - Connu pour être le premier Péruvien à atteindre le sommet de l'Everest en 1992, et en 1999 a réussi à atteindre le même sommet pour la deuxième fois bien que cette fois sans approvisionnement en oxygène.
- Alberto et César Morales Arnao - Alpinistes.

## Villes jumelées
- Cajamarca (Pérou)